# ルワンダ虐殺
ルワンダ虐殺（ルワンダぎゃくさつ、英語: Rwandan Genocide）とは、東アフリカのルワンダで1994年4月から約100日間続いた大量虐殺である。同年4月6日に発生した、ルワンダのジュベナール・ハビャリマナ大統領と隣国ブルンジのシプリアン・ンタリャミラ大統領の暗殺から、ルワンダ愛国戦線 (RPF) が同国を制圧するまで、フツ系の政府とそれに同調するフツ過激派によって、多数のツチとフツ穏健派が殺害された。正確な犠牲者数は明らかとなっていないが、80万人以上や約100万人と推計されており、後者であればルワンダ全国民の20%に相当する。
NGO「セボタ」によると、約25万人の女性が強姦被害を受け、その結果産まれた子供が3000人以上いる。
ルワンダ紛争はフツ系政権および同政権を支援するフランス語圏アフリカ、フランス本国と、主にツチ難民から構成されるルワンダ愛国戦線および同組織を支援するウガンダ政府との争いという歴史的経緯を持つ。ルワンダ紛争により、国内でツチ・フツ間の緊張が高まった。さらにフツ・パワーと呼ばれるイデオロギーが蔓延し、「国内外のツチはかつてのようにフツを奴隷とするつもりだ。我々はこれに対し手段を問わず抵抗しなければならない。」という主張がフツ過激派側からなされた。1993年8月には、ハビャリマナ大統領により停戦命令が下され、ルワンダ愛国戦線との間にアルーシャ協定が成立した。しかし、その後もルワンダ愛国戦線の侵攻による北部地域におけるフツの大量移住や、南部地域のツチに対する断続的な虐殺行為などを含む紛争が続いた。
ハビャリマナ大統領の暗殺は、フツ過激派によるツチとフツ穏健派への大量虐殺の引き金となった。この虐殺はフツ過激派政党と関連のあるフツ系民兵組織のインテラハムウェとインプザムガンビが主体となったことが知られている。また、虐殺行為を主導したのは、ハビャリマナ大統領の近親者からなるアカズと呼ばれるフツ・パワーの中枢組織であった。このルワンダ政権主導の大量虐殺行為によりアルーシャ協定は破棄され、ツチ系のルワンダ愛国戦線とルワンダ軍による内戦と、ジェノサイドが同時進行した。最終的には、ルワンダ愛国戦線がルワンダ軍を撃破し、ルワンダ虐殺はルワンダ紛争と共に終結した。

## 発生までの歴史的背景

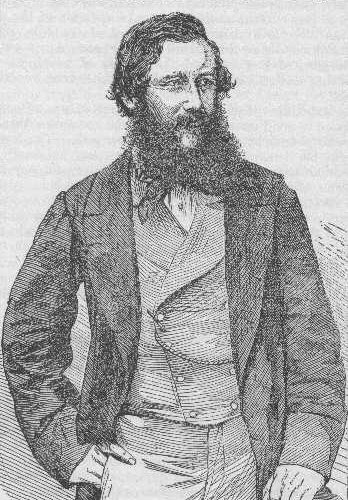
ハム仮説の提唱者ジョン・ハニング・スピーク

ルワンダ虐殺は部族・民族対立の観点のみから語られることもあるが、ここに至るまでには多岐にわたる要因があった。まず、フツとツチという両民族に関しても、この2つの民族はもともと同一の由来を持ち、その境界が甚だ曖昧であったものを、ベルギー統治下のルアンダ＝ウルンディ時代に完全に異なった民族として隔てられたことが明らかとなっている。また、民族の対立要因に関しても、歴史的要因のほかに1980年代後半の経済状況悪化による若者の失業率増加、人口の増加による土地をめぐっての対立、食料の不足、1990年代初頭のルワンダ愛国戦線侵攻を受けたハビャリマナ政権によるツチ敵視の政策、ルワンダ愛国戦線に大きく譲歩した1993年8月のアルーシャ協定により自身らの地位に危機感を抱いたフツ過激派の存在、一般人の識字率の低さに由来する権力への盲追的傾向などが挙げられる。さらに、国連や世界各国の消極的な態度や状況分析の失敗、ルワンダ宗教界による虐殺への関与 があったことが知られている。以下にこれらの各要因について説明する。

### ツチとフツの確立と対立
19世紀にヨーロッパ人が到来すると、当時の人類学により、ルワンダやブルンジなどのアフリカ大湖沼周辺地域の国々は、フツ、ツチ、トゥワというの3つの「民族」から主に構成されると考えるのが主流となった。この3民族のうち、この地域に最も古くから住んでいたのは、およそ紀元前3000年から2000年頃に住み着いた、狩猟民族のトゥワであった。その後、10世紀以前に農耕民のフツがルワンダ周辺地域に住み着き、さらに10世紀から13世紀の間に、北方から牧畜民族のツチがこの地域に来て両民族を支配し、ルワンダ王国下で国を治めていたと考えられていた。
この学説の背景の一つに、19世紀後半のヨーロッパにおいて主流であった人種思想とハム仮説があった。当時の人類学の考え方の一つでは、旧約聖書の『創世記』第9章に記された、ハムがノアの裸体を覗き見た罪により、ハムの息子カナンが「カナンはのろわれよ。彼はしもべのしもべとなって、その兄弟たちに仕える」 と、モーゼの呪いを受けたという記述に基づき、全ての民族をセム系、ハム系、ヤペテ系など旧約聖書の人物に因んだ人種に分けていた。ハム仮説とは、そのうちのハム系諸民族をカナンの末裔とみなし、彼らがアフリカおよびアフリカ土着の人種であるネグロイドに文明をもたらしたとする考え方である。ルワンダにおいて、ネグロイドのバントゥー系民族に特徴的な「中程度の背丈とずんぐりした体型を持つ」農耕民族のフツを、コーカソイドのハム系諸民族に特徴的な「痩せ型で鼻の高く長身な」牧畜民族のツチが支配する状況は、このハム仮説に適合するものとされた。また、民族の"識別"には皮膚の色も一般的な身体的特徴として利用され「肌の色が比較的薄い者が典型的なツチであり、肌の色が比較的濃い者が典型的なフツである」とされた。19世紀後半にこの地を訪れたジョン・ハニング・スピークは、1864年に刊行した『ナイル川源流探検記』においてハム仮説を提唱した。しかし近年では、この民族はもともと同一のものが、次第に牧畜民と農耕民へ分化したのではないかと考えられている。その理由として、フツとツチは宗教、言語、文化に差異がないこと、互いの民族間で婚姻がなされていること、19世紀まで両民族間の区分は甚だ曖昧なものだったこと、ツチがフツの後に移住してきたという言語学的・考古学的証拠がないことが挙げられる。

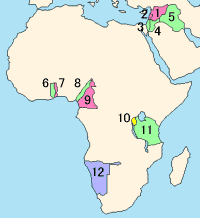
アフリカの委任統治領。10がルアンダ・ウルンディ。

19世紀末にヨーロッパ諸国によりアフリカが分割され、この地域が1899年にドイツ帝国領ルアンダ・ウルンディとなると、ドイツはハム仮説に従いツチによるルワンダ王国の統治システムを用いて間接統治を行い、周辺地域の国々を平定して中央集権化した。その後、第一次世界大戦でドイツが敗れたことで、1919年、アフリカ各地のドイツ領は国際連盟委任統治領として新たな宗主国へ割り振られ、ルアンダ・ウルンディはベルギーの支配地域となった。ベルギーはこの国の統治機構を植民地経営主義的観点から積極的に変更し、王権を形骸化させ、伝統的な行政機構を廃止してほぼ全ての首長をツチに独占させたほか、税や労役面で間接的にツチへの優遇を行った。また、教育面でもツチへの優遇を行い、公立学校入学が許されるのはほぼ完全にツチに限られていたほか、カトリック教会の運営する学校でもツチが優遇され、行政管理技術やフランス語の教育もツチに対してのみ行われた。さらに1930年代にはIDカード制を導入し、ツチとフツの民族を完全に隔てられたものとして固定し、民族の区分による統治システムを完成させることで、後のルワンダ虐殺の要因となる2つの民族を確立した。このIDカードはルワンダ虐殺の際に出身民族をチェックする指標の一つとなった。

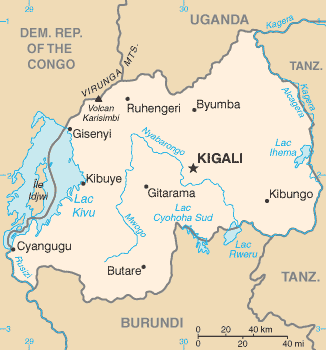
1962年の独立以降のルワンダの地図

第二次世界大戦後、アフリカの独立機運が高まってくると、ルアンダ・ウルンディでも盛んに独立運動が行われた。宗主国であったベルギーは国際的な流れを受けて多数派のフツを支持するようになり、ベルギー統治時代の初期にはハム仮説を最も強固に支持していたカトリック教会 もまた、公式にフツの支持を表明した。ベルギーの方針変化には、急進的な独立を求めるツチに対するベルギー人の反発や、ベルギーの多数派であるフランデレン人がかつて少数派のワロン人に支配されていた歴史的経緯に由来するフツへの同情、多数派であるフツへの支持によってルワンダを安定化する考えがあったとされる。これらの後押しもあり、後にルワンダ大統領となるグレゴワール・カイバンダやジュベナール・ハビャリマナらを含む9人のフツが、ツチによる政治の独占的状態を批判したバフツ宣言を1957年に発表し、その2年後の1959年には、バフツ宣言を行ったメンバーが中心となりパルメフツが結成された。
そんな中、1959年11月1日の万聖節の日にパルメフツの指導者の一人であったドミニク・ンボニュムトゥワがツチの若者に襲撃された。その後、ンボニュムトゥワが殺害されたとの誤報が流れ、これに激怒したフツがツチの指導者を殺害し、ツチの家に対する放火が全国的に行われた。そしてツチ側も報復としてフツ指導者を殺害するという形で国内に動乱が広がった。なお、この1959年の万聖節の事件が、民族対立に基づいてフツとツチの間で行われた初の暴力であり、この事件に端を発した犯罪への「免責」の文化が、ジェノサイドの原動力であるという説もある。当時、ベルギーの弁務官であったロジスト大佐はフツのために行動することを表明し、フツを利するために行動した。さらに、1960年には普通選挙を開催し、フツの政治的影響力を拡大させた。なお、選挙の投票所にはフツが陣取っており、ツチの有権者に対する脅迫が行われていたことが知られている。
1961年にはルワンダ国王であったキゲリ5世の退位と王制の廃止が決定され、同年10月にグレゴワール・カイバンダが共和国大統領となった。このフツ系のカイバンダ政権は、近隣諸国に逃れたツチによるゲリラ攻撃に悩まされた背景もあり、フツ-ツチ間の対立を政治利用し、暴力的迫害や政治的な弾圧を行った。なお、1959年から1967年までの期間で2万人のツチが殺害され、20万人のツチが難民化を余儀なくされたことが知られている。1973年、無血クーデターによりカイバンダ政権が倒され、ジュベナール・ハビャリマナが新たな政権を発足した。ハビャリマナ政権は前政権党のパルメフツの活動を禁止し、自身の政党にあたる開発国民革命運動による政治運営を行った。さらに、1978年には開発国民革命運動の一党制を憲法で確立した。軍や政権中枢における権力の基盤としてハビャリマナ大統領夫妻の血縁関係者や同郷出身者からなる非公式な組織のアカズが構築された。ハビャリマナ政権下ではツチに対する迫害行為の状況は幾分か改善したものの、周辺国へ逃れた難民の問題や、クウォーター制によるツチの社会進出制限の問題は残った。1980年代には、ルワンダ国外で難民として暮らすツチは60万人に達していた。
隣国のブルンジもまた、ルアンダ・ウルンディとしてルワンダとまとめて扱われていたため、同様のフツとツチ間の問題が生じることとなった。1962年の独立以降、ブルンジ虐殺と呼ばれる2つの虐殺事件が1972年と1993年に発生した。1972年のツチ兵士によるフツの大量虐殺事件と、1993年のフツによるツチの虐殺事件である。

### 土地・食料・経済状況などの諸問題
1960年代から1980年代初頭にかけて、ルワンダは持続的な成長を遂げ続けたアフリカの優等国であった。しかしながら、1980年代後半には主要貿易品目であったコーヒーの著しい値崩れなどを受け経済状況は大きく悪化し、さらに1990年に行われた国際通貨基金の構造調整プログラム (ESAF) により社会政策の衰退、公共料金の値上げを招き、状況の一層の悪化を導いた。その結果、失業率の悪化や社会格差による貧困などの諸問題が噴出し、特に若者を中心として不満を募らせるようになった。
またルワンダは国土の比較的狭い国であるが、「千の丘の国」と呼ばれる平均標高の高い土地のために温暖な気候に属しており、人の居住に適し、土地が肥沃で自然環境も豊かなことで知られていた。しかし1948年に180万人であった人口が1992年には四倍を超える750万人にまで増加し、アフリカで最も人口密度の高い国となり、農地などの土地不足の問題が発生するようになった。加えて人口の増加により食料不足の問題が生じ、国民の6人に1人が飢えに苦しむ状況となった。国民の多くは数ヘクタールにも満たない狭い農地で生産性の低い農業に頼った自給自足の生活をしており、市場に売却する余剰食料を充分に生産できなかった（先進国では数%の農業従事者が他の国民のための食料を生産している）。そのため日頃から生活の糧となる土地をめぐって争いが頻発していた。

### ルワンダ紛争

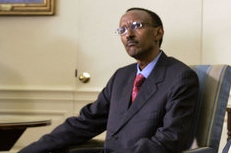
ルワンダ紛争時のルワンダ愛国戦線司令官であり、現ルワンダ共和国大統領のポール・カガメ。

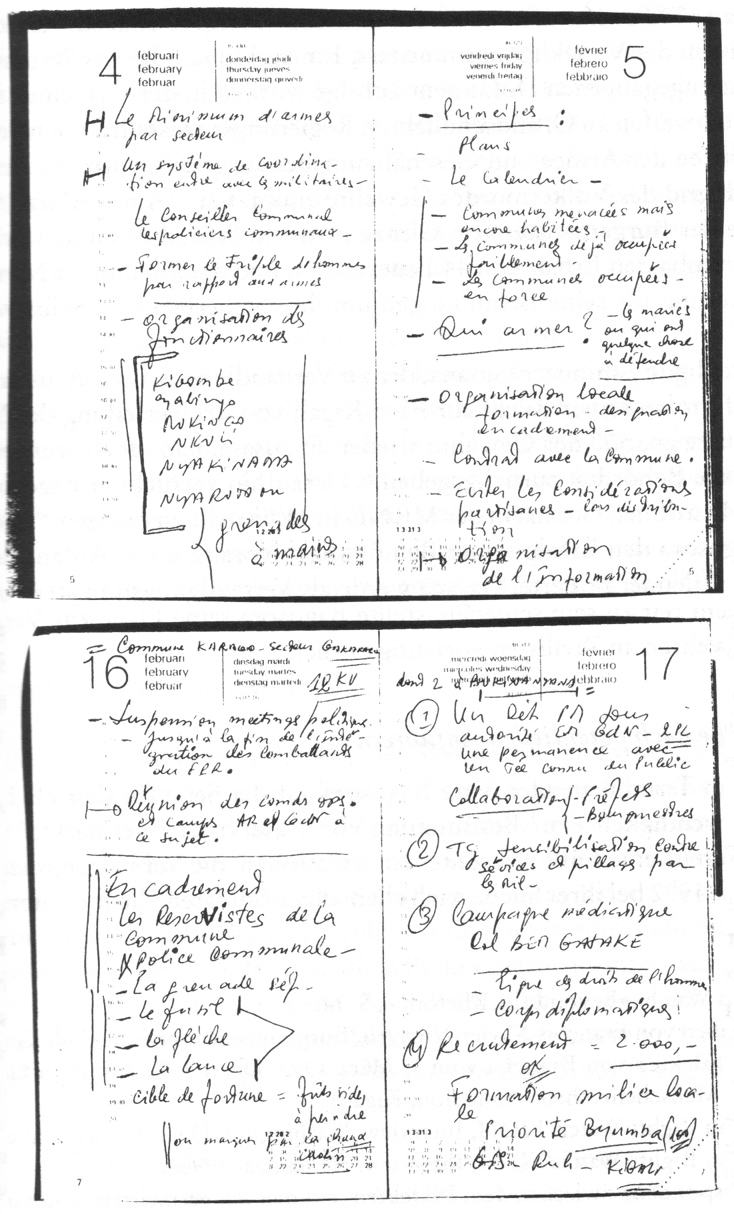
1992年2月のテオネスト・バゴソラ大佐の日記。市民自己防衛計画の仕組みが記されている。

1959年以降、周辺国へ逃れた多数のツチ系難民は、1980年頃に政治的組織や軍事的組織として団結するようになった。ウガンダでは1979年にルワンダ難民福祉基金が設立され、翌1980年に同組織が発展する形で国家統一ルワンダ人同盟が結成された。ウガンダ内戦（1981年 - 1986年）における反政府組織であり、最終的に勝利を納めた国民抵抗運動 (NRM) に参加した者も多く、1986年時点で国民抵抗運動の約2割がツチであった。しかしながら、内戦の初期から国民抵抗運動に参加していたツチらは相応の高い地位を得たものの、ウガンダのヨウェリ・ムセベニ大統領のルワンダ難民問題に関する姿勢の変節などにより、強い失望を受けた。そのため、1987年になると新たにルワンダ愛国戦線を結成し、ルワンダへの帰還を目指すようになった。
1990年から1993年までの期間、アカズからの指示を受けたフツにより、雑誌の『カングラ』が作られた。この雑誌はルワンダ政府に批判的なツチ系の雑誌『カングカ』を真似たものであり、政府への批判を一応は行いつつも、主たる目的はツチに対する侮蔑感情の煽動であった。また、この雑誌のツチに対する攻撃姿勢は、植民地時代以前の経済的優遇を非難することよりも、ツチという民族そのものを攻撃することが中心であった。同誌の設立者であり編集者でもあったハッサン・ンゲゼは数々の煽動的報道で知られており、特にンゲゼの書いた『フツの十戒』はフツ・パワー・イデオロギーの公式理念と呼ばれ、学校や政治集会などの様々な場で読み上げられた。1992年には、ハビャリマナ大統領の宥和的姿勢に反発した権力中枢部により、極端なフツ至上主義を主張する共和国防衛同盟 (CDR) が開発国民革命運動から分離する形で結成された。また同年には、開発国民革命運動の青年組織としてインテラハムウェ（「共に立ち上がる〈or 戦う or 殺す〉者」を意味する）、共和国防衛同盟の青年組織としてインプザムガンビ（「同じ〈 or 単一の〉ゴールを目指す者」を意味する）が設立された。後にこの両組織はルワンダ虐殺で大きな役割を果たす民兵組織となる。なお、共和国防衛同盟はルワンダ愛国戦線との間にアルーシャ合意を結ぶことを強く反対した結果、1993年8月に成立した同協定と、協定に従い設立された暫定政権から排斥された。このフツ過激派政党である共和国防衛同盟をアルーシャ協定から排除する方針にはハビャリマナ政権と国際社会の反対があったものの、ルワンダ愛国戦線がこれを強固に主張したため最終的に排斥される形となった。
1993年にはアルーシャ協定に従い、停戦による哨戒活動のほか武装解除と動員解除を支援する目的で、国連平和維持軍が展開された。同年3月時点の報告書によれば、1990年のルワンダ愛国戦線による侵攻以降、1万人のツチが拘留され、2000人が殺害されたことが判明している状況であった。1993年8月、国連平和維持軍の司令官であったロメオ・ダレール少将は、ルワンダの状況評価を目的とした偵察を行った後に5000人の兵員を要請したが、最終的に確保できたのは要請人数の約半分にあたる2548人の軍人と60人の文民警察であった。なお、この時点のダレールは、ルワンダでの任務は標準的な平和維持活動であると考えていた。

### 組織的虐殺の準備
近年の研究では、ルワンダ虐殺は非常に組織立った形で行われたことが明らかとなっている。ルワンダ国内では、地域ごとに様々な任務を行う代表者が選出されたほか、民兵の組織化が全国的に行われ、民兵の数は10家族あたり1人となる3万人にまで達していた。一部の民兵らは、書類申請によってAK-47アサルトライフルを入手でき、手榴弾などの場合は書類申請すら必要なく容易に入手が可能であった。インテラハムウェやインプザムガンビのメンバーの多くは、銃火器ではなくマチェーテやマスといった伝統的な武器で武装していた。
ルワンダ虐殺当時のジャン・カンバンダ首相は、ルワンダ国際戦犯法廷の事前尋問で「ジェノサイドに関しては閣議で公然と議論されていた。当時の女性閣僚の一人は、全てのツチをルワンダから追放することを個人的に支持しており、他の閣僚らに対して"ツチを排除すればルワンダにおける全ての問題は解決する"と話していた」と証言している。カンバンダ首相はさらに、ジェノサイドを主導した者の中には退役軍人であったテオネスト・バゴソラ大佐やオーギュスタン・ビジムング少将、ジャン＝バティスト・ガテテといった軍や政府高官の多数が含まれており、さらに地方レベルのジェノサイド主導者であれば、市長や町長、警察官も含まれると述べた。

### メディア・プロパガンダ
研究者の報告によれば、ルワンダ虐殺においてニュースメディアは重要な役割を果たしたとされる。具体的には、新聞や雑誌といった地域の活字メディアやラジオなどが殺戮を煽る一方で、国際的なメディアはこれを無視するか、事件背景の認識を大きく誤った報道を行った。
当時のルワンダ国内メディアは、まず活字メディアがツチに対するヘイトスピーチを行い、その後にラジオが過激派フツを煽り続けたと考えられている。評論家によれば、反ツチのヘイトスピーチは「模範的と言えるほどに組織立てられていた」という。ルワンダ政府中枢部の指示を受けていた『カングラ』誌は、1990年10月に開始された反ツチおよび反ルワンダ愛国戦線キャンペーンで中心的な役割を担った。
ルワンダ国際戦犯法廷では、カングラの背景にいた人物たちを、1992年にマチェーテの絵と『1959年の社会革命を完了するために我々は何をするか？ (What shall we do to complete the social revolution of 1959?) 』の文章を記したチラシを製作した件で告発した（このチラシにある1959年の社会革命時には、ツチ系の王政廃止やその後の政治的変動を受けた社会共同体によるツチへの排撃活動の結果、数千人のツチが死傷し、約30万人ものツチがブルンジやウガンダへ逃れて難民化した）。
カングラはまた、ツチに対する個人的対応や社会的対応、フツはツチをいかに扱うべきかを論じた文章として悪名高いフツの十戒や、一般大衆の煽動を目的とした大規模戦略として、ルワンダ愛国戦線に対する悪質な誹謗・中傷を行った。この中でよく知られたものとしては「ツチの植民地化計画 (Tutsi colonization plan) 」などがある。
ルワンダ虐殺当時、ルワンダ国民の識字率は50%台であり、政府が国民にメッセージを配信する手段としてラジオは重要な役割を果たした。
ルワンダの内戦勃発以降からルワンダ虐殺の期間において、ツチへの暴力を煽動する鍵となったラジオ局はラジオ・ルワンダとミルコリンヌ自由ラジオ・テレビジョン (RTLMC) の2局であった。ラジオ・ルワンダは、1992年3月に首都キガリの南部都市、ブゲセラ (Bugesera) に住むツチの虐殺に関して、ツチ殺害の直接的な推奨を最初に行ったラジオとして知られている。同局は、コミューンの長であったフィデール・ルワンブカや副知事であったセカギラ・フォスタンら反ツチの地方公務員が主導する「ブゲセラのフツはツチから攻撃を受けるだろう」という警告を繰り返し報道した。この社会的に高い地位にある人物らによるメッセージは、フツに"先制攻撃することによって我が身を守る必要がある"ことを納得させ、その結果として兵士に率いられたフツ市民やインテラハムウェのメンバーにより、ブゲセラに暮らすツチが襲撃され、数百人が殺害された。
また、1993年の暮れにミルコリンヌ自由ラジオ・テレビジョンは、フツ出身のブルンジのメルシオル・ンダダイエ大統領の暗殺事件についてツチの残虐性を強調する扇情的な報道を行い、さらにンダダイエ大統領は殺害される前に性器を切り落とされるなどの拷問を受けていたとの虚偽報道を行った（この報道は、植民地時代以前におけるツチの王の一部が、打ち負かした敵対部族の支配者を去勢したという歴史的事実が背景にある）。
さらに、1993年10月下旬からのミルコリンヌ自由ラジオ・テレビジョンは「フツとツチ間の固有の違い、ツチはルワンダの外部に起源を持つこと、ツチの富と力の配分の不均一、過去のツチ統治時代の恐怖」などを強調し、フツ過激派の出版物に基づく話題を繰り返し報道した。また、「ツチの陰謀や攻撃を警戒する必要があり、フツはツチによる攻撃から身を守るために備えるべきである」との見解を幾度も報じた。
1994年4月6日以降、当局がフツ過激派を煽り、虐殺を指揮するために両ラジオ局を利用した。特に、虐殺当初の頃に殺害への抵抗が大きかった地域で重点的に用いられた。この2つのラジオ局はルワンダ虐殺時に、フツ系市民を煽動、動員し、殺害の指示を与える目的で使用されたことが知られている。
上記に加え、ミルコリンヌ自由ラジオ・テレビジョンは、ツチ系難民を主体としたルワンダ愛国戦線のゲリラを、ルワンダ語でゴキブリを意味するイニェンジ (inyenzi) の語で呼び、同ゲリラが市民の服装を着て戦闘地域から逃れる人々に混ざることに特に注意を促していた。これらの放送は、全てのツチがルワンダ愛国戦線による政府への武力闘争を支持しているかのような印象を与えた。
また、ツチ女性は、1994年のジェノサイド以前の反ツチプロパガンダでも取り上げられ、例えば1990年12月発行のカングラに掲載された『フツの十戒』の第四には「ツチ女性はツチの人々の道具であり、フツ男性を弱体化させて最終的に駄目にする目的で用いられるツチの性的な武器」として描写された。新聞の風刺漫画などにもジェンダーに基づくプロパガンダが見られ、そこでツチ女性は性的対象として描かれた。具体的な例として「ツチの女どもは、自分自身が我々には勿体ないと考えている (You Tutsi women think that you are too good for us) 」とか「ツチの女はどんな味か経験してみよう (Let us see what a Tutsi woman tastes like) 」といった強姦を明言するような発言を含む、戦時下の強姦を煽るような言説が用いられた。
ミルコリンヌ自由ラジオ・テレビジョンは、堅苦しい国営放送のラジオ・ルワンダと異なり、若者向けの音楽を用いた煽動にも力を入れていた。シモン・ビキンディによるフツの結束を訴えた曲、『こんなフツ族は嫌い』が代表的な作品として知られている。
同様のメディア・プロパガンダにより、隣国のブルンジでも1993年10月21日にツチ系の民族進歩連合に所属するフツのフランソワ・ンゲゼ率いるツチ中心の軍部によるクーデターでフツのンダダイエ大統領が暗殺された。フツによるブルンジ虐殺が発生し、約2万5000人のツチ系市民が殺害され、非難を浴びたンゲゼが退陣してツチのキニギ臨時政権が樹立され、民主政治への復帰を果たすものの、ブルンジ内戦（1993年 - 2005年）と呼ばれる長期の報復合戦に突入した。

### 国際連合の動向

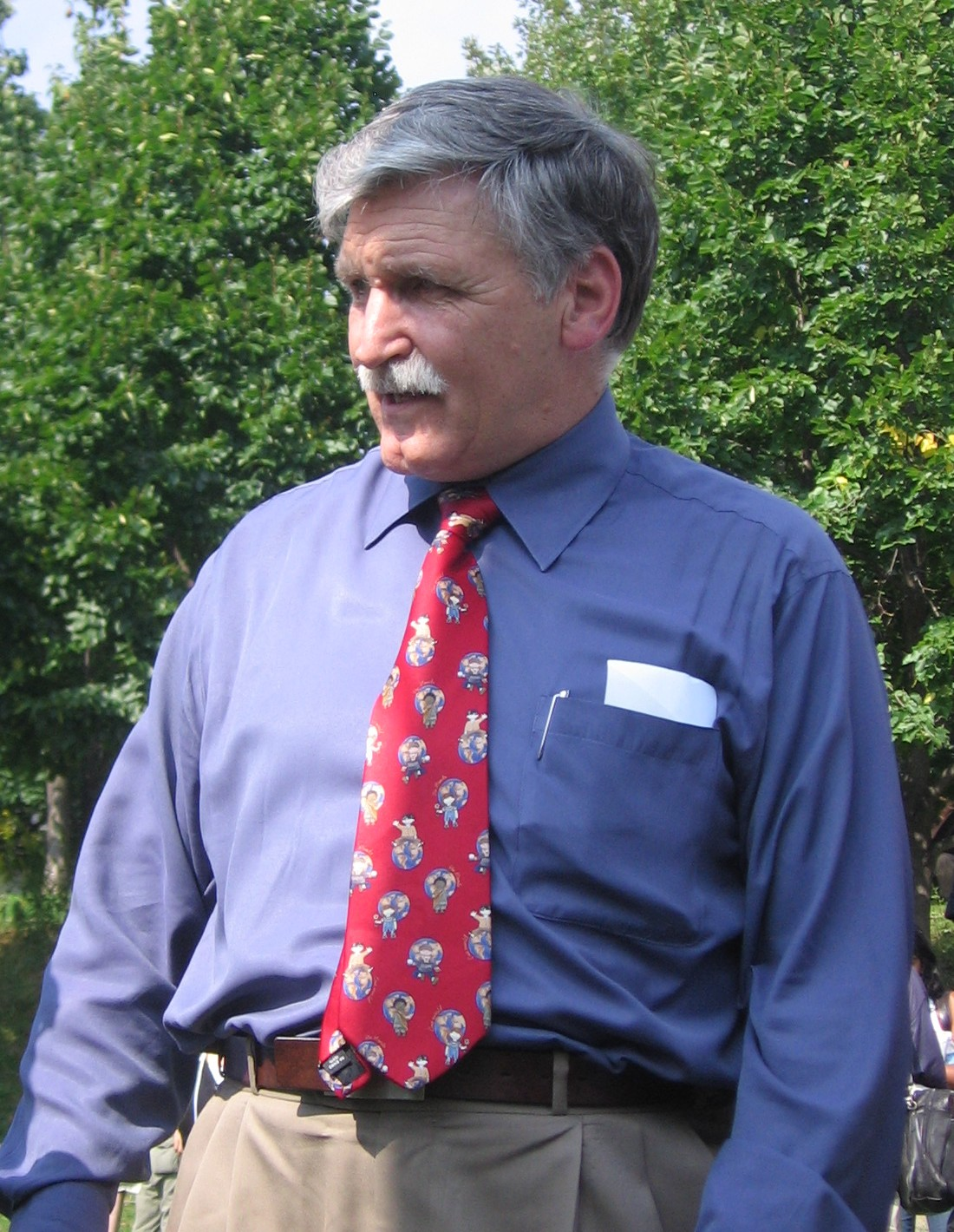
国際連合ルワンダ支援団の司令官であったロメオ・ダレール将軍

1994年1月11日、カナダ出身の国際連合ルワンダ支援団 (UNAMIR) の司令官ロメオ・ダレール少将は、匿名の密告者から受けた4箇所の大きな武器の貯蔵庫とツチの絶滅を目的としたフツの計画に関して、国連事務総長とモーリス・バリル少将にファックスを送信した。ダレール少将からの連絡では、密告者が数日前にインテラハムウェの訓練を担当した同組織トップレベルの指導者であることが記されていたほか、およそ以下のような内容が含まれていた。
- 軍事訓練の目的はインテラハムウェの自衛ではなく、キガリに駐屯するルワンダ愛国戦線の大隊と国際連合ルワンダ支援団のベルギー軍を武力で刺激することである。
- インテラハムウェの筋書きでは、ベルギー兵とルワンダ愛国戦線をルワンダから撤退させるつもりである。
- 戦闘によってベルギー兵数人を殺害すれば、人数や武装的に平和維持軍の要となっているベルギー軍全体が撤退すると考えている。
- ベルギー軍撤退後に、ツチは排撃されるだろう。
- インテラハムウェの兵1700人が政府軍キャンプで訓練を受けている。
- これまでは、マチェーテ（山刀、マシェット、マチェテ）やマス（多数の釘を打ち付けた棍棒）といった伝統的な武器が主流であったが、AK-47などの銃火器が民兵組織の間で普及しつつある。
- 密告者自身やその同僚はキガリに住む全てのツチをリスト化するように命じられた。その目的はツチの絶滅である可能性があり、例えば我々の部隊であれば、1000人のツチを20分間で殺害することが可能である。
- ハビャリマナ大統領は過激派を統制し切れていないのではないだろうか。
- 密告者はルワンダ愛国戦線と敵対しているが、罪のない国民を殺害することには反対である。

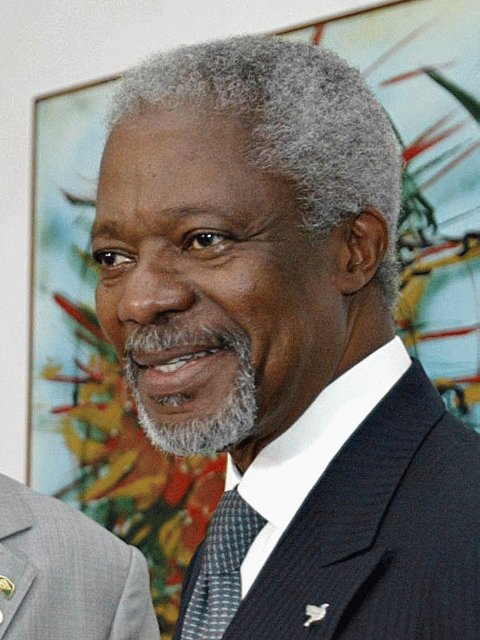
ルワンダ虐殺当時に国連平和維持活動局のPKO担当国連事務次長であったコフィー・アナン

ダレール少将は、国際連合ルワンダ支援団部隊による武器貯蔵場所を制圧する緊急の計画を立案し、この計画が平和維持軍の目的に適うものであると考えて、国連に持ちかけた。しかし、翌日に国連平和維持活動局本部から送られた回答では「武器庫制圧の計画は、国連安保理決議第872号にて国際連合ルワンダ支援団に付与された権限を越えるものである」として、ダレール少将の計画は却下された。ダレール少将の計画を却下したのは、当時国連平和維持活動局のPKO担当国連事務次長であり、後に国際連合事務総長となるコフィー・アナンであった。なお、国連はダレールの計画を却下した代わりとして、ハビャリマナ大統領に対してアルーシャ協定違反の可能性を指摘する通知を行い、この問題に関する対策の回答を求めたが、それ以降密告者からの連絡は二度となかったという。後に、この1月11日の電報は、ジェノサイド以前に国連が利用可能であった情報がどのようなものであったかを議論する上で、重要な役割を果たした。翌月の2月21日には、過激派フツにより社会民主党出身のフェリシアン・ガタバジ公共建設大臣が暗殺され、さらにその翌日には報復として共和国防衛同盟のマルタン・ブギャナ (Martin Bucyana) が殺害されたが、国際連合ルワンダ支援団は国連本部から殺人事件を調査する許可を得られず、対応できなかった。
1994年4月6日、ミルコリンヌ自由ラジオ・テレビジョンは、ベルギーの平和維持軍がルワンダ大統領の搭乗する航空機を撃墜、あるいは撃墜を援助したとする非難を行った。この報道が後にルワンダ軍の兵士によりベルギーの平和維持軍の10人が殺害される結果に結びついた。
国際連合から国際連合ルワンダ支援団へ下されたマンデート（任務）では、ジェノサイドの罪を犯している状態でない限りは、国内政治への介入はいかなる国の場合でも禁じられていた。カナダ、ガーナ、オランダは、ダレール少将の指揮の下、国連からの任務を首尾一貫して提供したが、国連安全保障理事会から事態介入に必要となる適切なマンデートを得られなかった。

### 宗教界の動向

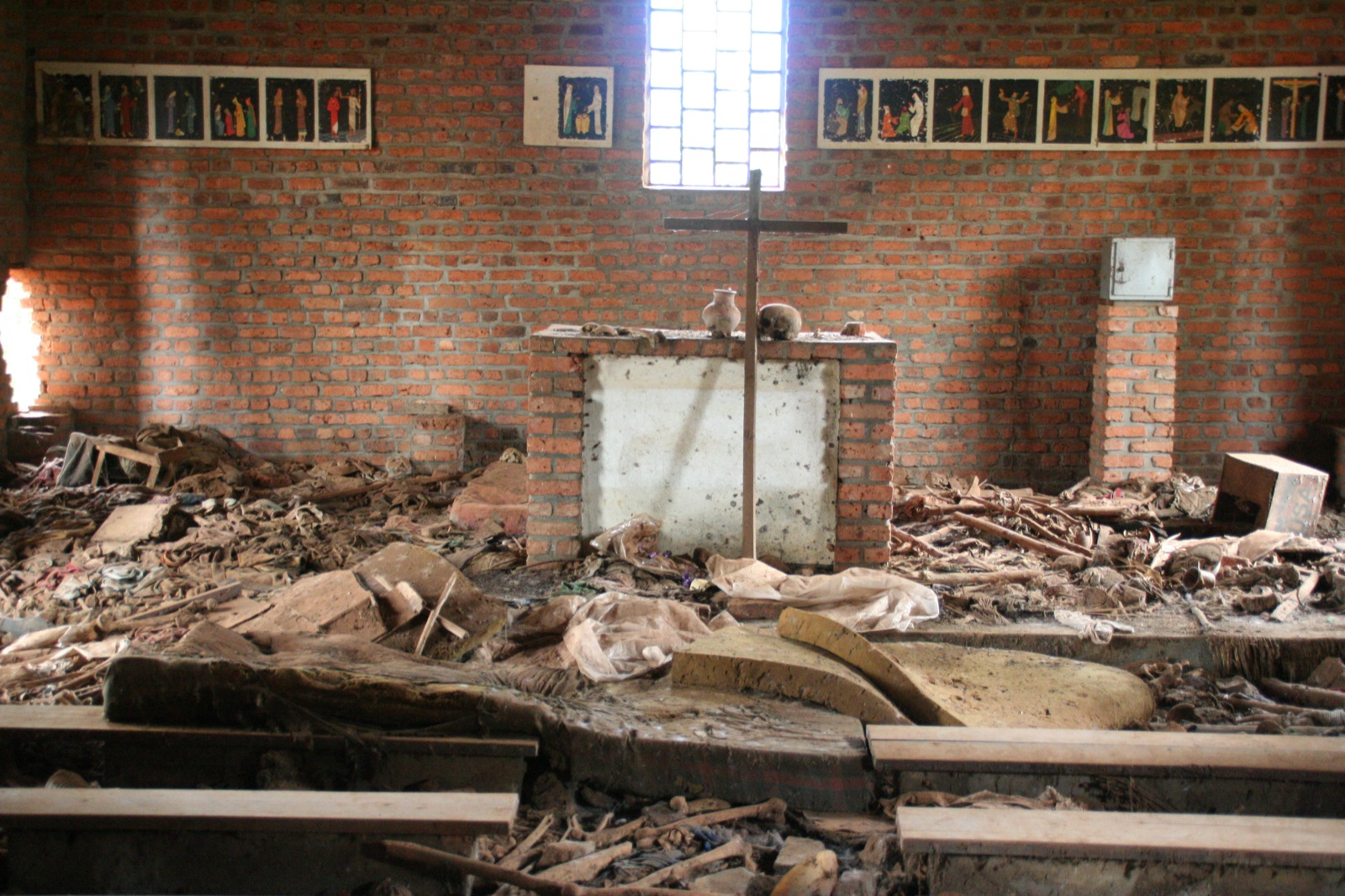
ントラマ教会 (Ntrama Church) では、5000人もの避難民が手榴弾、マチェーテ（山刀、マシェット、マチェテ）、銃で攻撃されたり、生きたまま焼かれて虐殺された。聖堂には現在も毛布や子供の靴、犠牲者の遺骨の一部が散乱し、祭壇には頭蓋骨が残されている。

ルワンダ虐殺がジェノサイドへと至った動機としては、宗教対立などの要因はさほどなかったとされる。しかしながら上でも述べたように、ルワンダにおいてカトリック教会はツチとフツの対立形成に大きな役割を果たした。19世紀末から第二次世界大戦頃の植民地時代において、カトリック教会はハム仮説に基づくツチの優位性を植民地行政官以上に強く主張したが、その一方で1950年代後半以降はフツ側に肩入れし、多くのカトリックの指導者がジェノサイドへの批判を行わず、多くの聖職者が虐殺に協力した。ルワンダ虐殺に協力した一般住民の多くが「ツチの虐殺は神の意思に沿うものである」と考え、カトリック教会も虐殺に加担したと看做されている。虐殺終結後のルワンダ国際戦犯法廷では、ニャルブイェ大虐殺に関与した司祭のアタナゼ・セロンバなど複数の宗教指導者らが告発され、有罪判決を受けている。
ヒューマン・ライツ・ウオッチは、ルワンダの宗教的権威者、特にカトリックの聖職者はジェノサイド行為に対する非難を怠ったと報告し、カトリック教会は「ルワンダでは大量虐殺が行われたが、これら虐殺行為への参加に関して教会は許可を与えていない」と主張している。1996年にローマ教皇であったヨハネ・パウロ2世は、カトリック教会としてのジェノサイドへの責任を否定している。
その一方で、1994年以前は1%程度であったイスラム教徒がルワンダ虐殺の終結後から大幅に増加しており、2006年には8.2%となったことが知られている。これはルワンダ虐殺時のカトリック教会の行動により同宗教への信頼性が大きく揺らいだことと、イスラム教は虐殺に参加せず避難民の保護を行ったことにより、イスラム教のイメージが大きく改善した影響であると考えられている。ルワンダでは現在のところイスラム原理主義は確認されていない。

## ハビャリマナ大統領の暗殺から虐殺初期まで

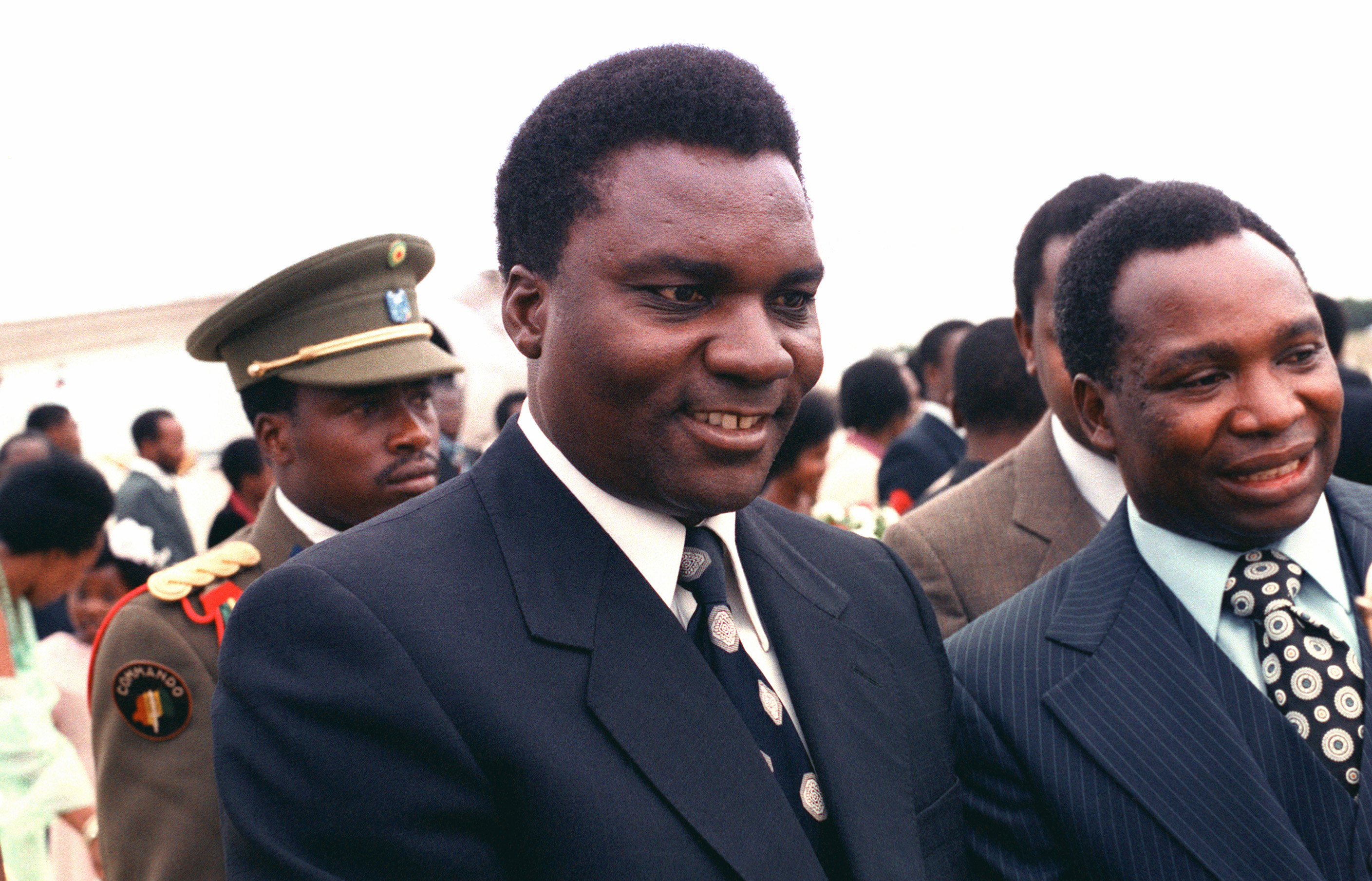
1994年4月6日に航空機事故で死亡した、ルワンダのジュベナール・ハビャリマナ大統領。ハビャリマナ大統領の死がルワンダ虐殺の始まりのきっかけとなった。

1994年4月6日、ルワンダのハビャリマナ大統領とブルンジのンタリャミラ大統領の搭乗する飛行機が、何者かのミサイル攻撃を受けてキガリ国際空港への着陸寸前に撃墜され、両国の大統領が死亡した。攻撃を仕掛けた者が不明であったため、ルワンダ愛国戦線と過激派フツの双方が互いに非難を行った。そして、犯行者の身元に関する両陣営の意見は相違したまま、この航空機撃墜による大統領暗殺は1994年7月まで続くジェノサイドの引き金となった。

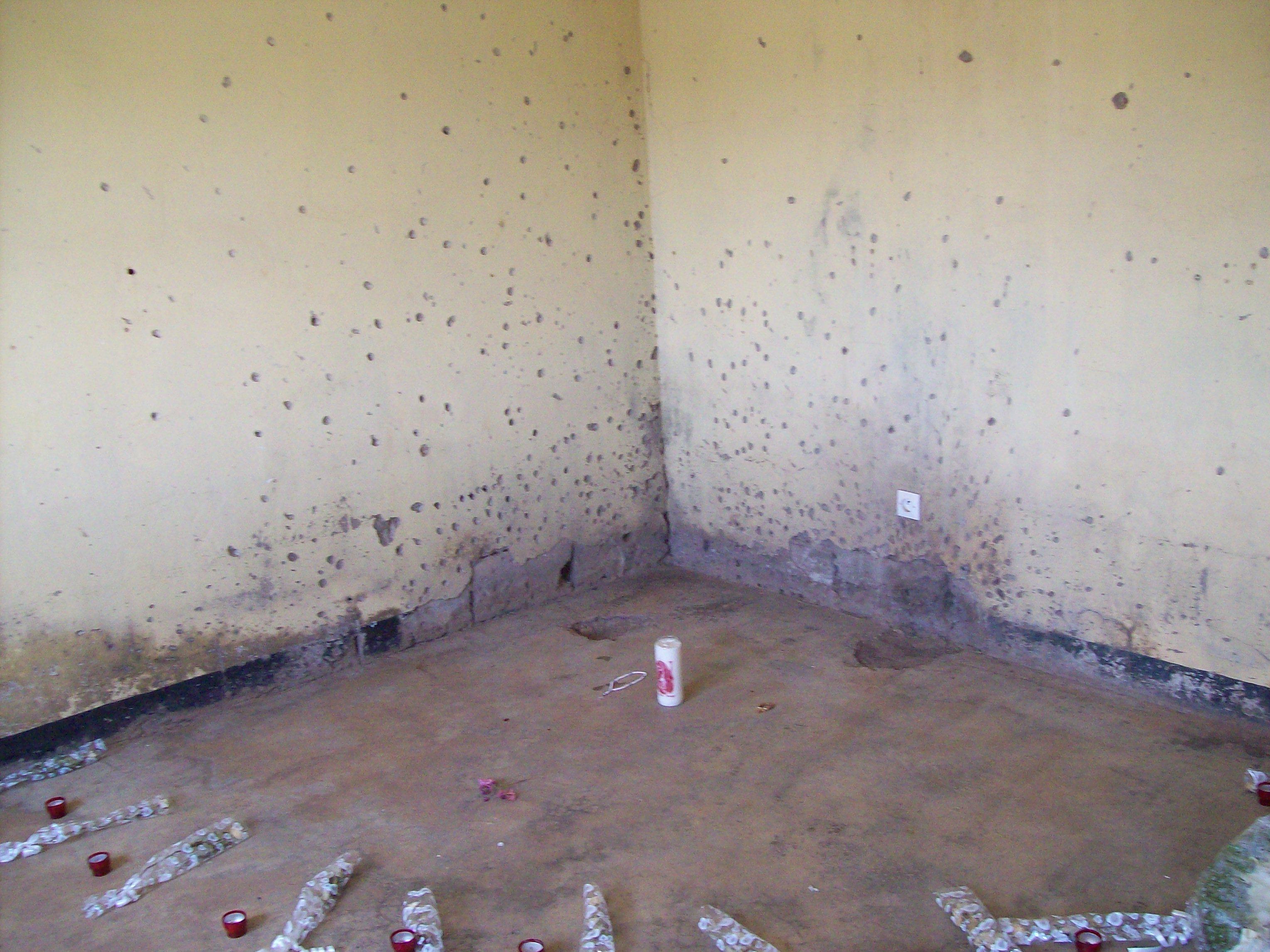
キガリにて、過激派の襲撃を受けて国際連合ルワンダ支援団のベルギー人職員が殺害された事件の記念施設。

4月6日から4月7日にかけて、旧ルワンダ軍 (FAR) の上層部と国防省の官房長であったテオネスト・バゴソラ大佐は、国際連合ルワンダ支援団のロメオ・ダレール少将と口頭で議論を行った。この時ダレール少将は、法的権限者のアガート・ウィリンジイマナ首相にアルーシャ協定に基づいて冷静に対応し、事態をコントロールするよう伝えることをバゴソラ大佐へ強く依頼したが、バゴソラ大佐はウィリンジイマナ首相の指導力不足などを理由に拒否した。最終的にダレール少将は、軍によるクーデターの心配はなく、政治的混乱は回避可能であると考えた。そしてウィリンジイマナ首相を保護する目的でベルギー人とガーナ人の護衛を送り、7日の午前中に首相がラジオで国民に対して平静を呼びかけることを期待した。しかし、ダレール少将とバゴソラ大佐の議論が終わった時点でラジオ局は既に大統領警備隊が占拠しており、ウィリンジイマナ首相のスピーチは不可能であった。この大統領警備隊によるラジオ局制圧の際、平和維持軍は捕虜となり武器を没収された。さらに同日の午前中、ウィリンジイマナ首相は夫とともに大統領警備隊により首相邸宅で殺害された。この際、首相邸宅を警護していた国際連合ルワンダ支援団の護衛のうち、ガーナ兵は武装解除されたのみであったが、ベルギー小隊の10人は武装解除の上で連行された後、拷問を受けた後に 殺害された。

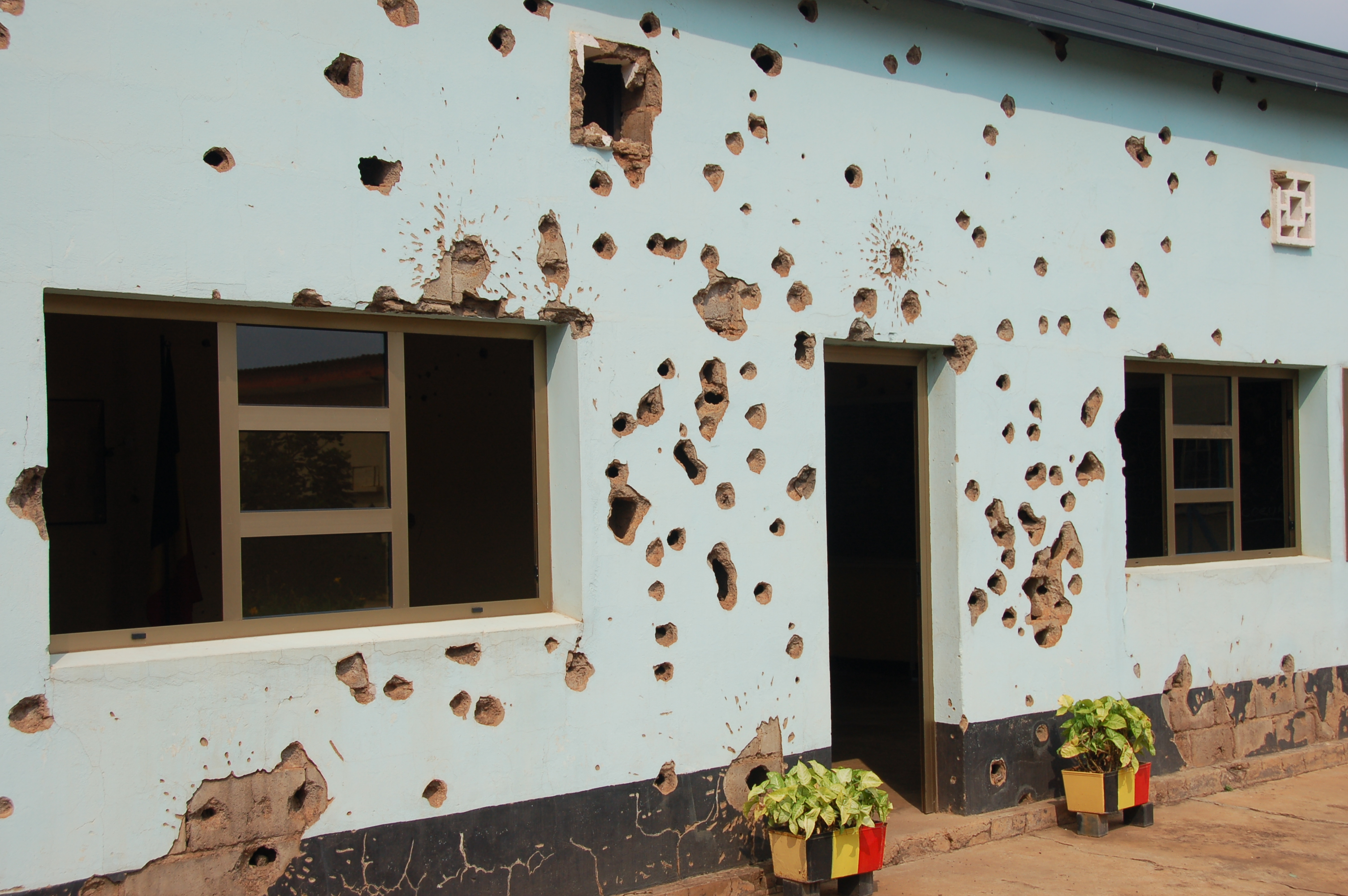
国際連合ルワンダ支援団のベルギー人職員が殺害された事件の記念施設の外観、銃弾の跡が数多く残されている。

この事件に関しては、2007年にベルギーブリュッセルの裁判所において、ベルギー兵の連行を命じたベルナール・ントゥヤハガ少佐が有罪判決を受けた。首相以外にも農業・畜産・森林大臣のフレデリック・ンザムランバボや労働・社会問題大臣のランドワルド・ンダシングワ、情報大臣のフォスタン・ルチョゴザ、憲法裁判所長官のジョゼフ・カヴァルガンダ、前外務大臣のボニファス・ングリンジラなどのツチや穏健派フツ、あるいはアルーシャ協定を支持した要人が次々と暗殺された。このジェノサイド初日の出来事に関して、ダレールは自著『Shake Hands with the Devil』にて以下のように述べている。
上記のように、共和民主運動の指導者であったトゥワギラムングだったが国際連合ルワンダ支援団の保護を受けて暗殺を免れた。トゥワギラムングもウィリンジイマナ首相の死後に首相へ就任すると考えられていたが、4月9日に暫定大統領となったテオドール・シンディブワボが首相として任命したのはジャン・カンバンダであった。ルワンダ紛争終結後の1994年7月19日、トゥワギラムングはルワンダ愛国戦線が樹立した新政権で首相へ就任した。

## 大量虐殺

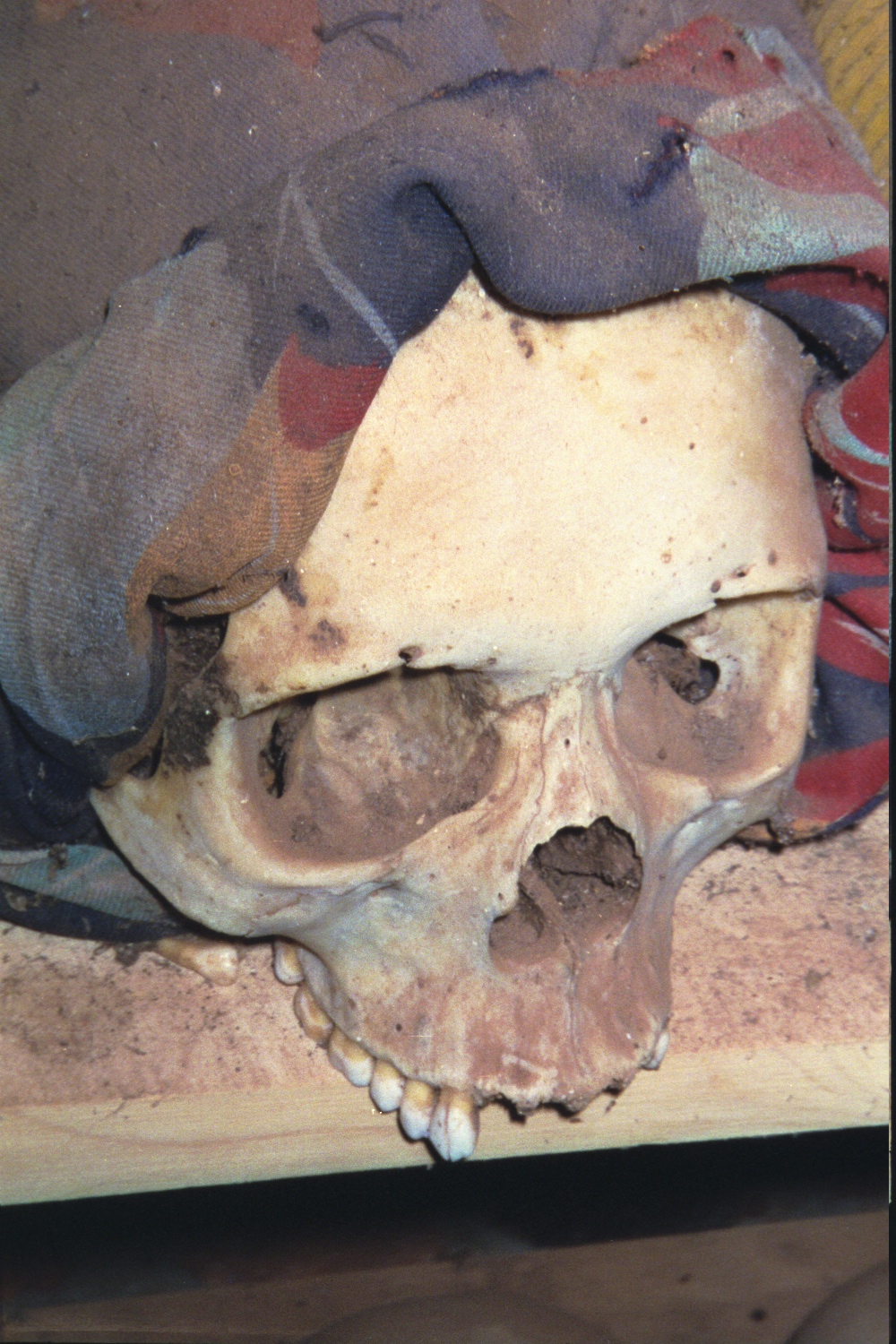
ルワンダ虐殺の犠牲者の頭蓋骨

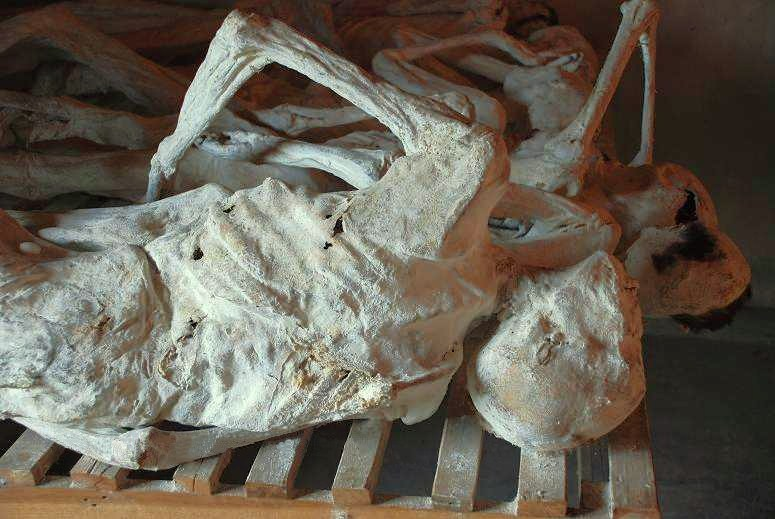
ルワンダ虐殺の犠牲者の遺体

『大量虐殺の社会史』によれば、ルワンダ虐殺はしばしば無知蒙昧な一般の住民がラジオの煽動によってマチェーテ（山刀、マシェット、マチェテ）や鍬などの身近な道具を用いて隣人のツチを虐殺したというイメージで語られているが、これは適切な見解とは言い難い。ジェノサイドへ至るまでには、1990年以降の煽動的なメディアプロパガンダや民兵組織の結成、銃火器の供給、虐殺対象のリストアップなど、国家権力側による非常に周到な準備が行われていた。この国家権力側による準備と、対立や憎悪を煽られた民衆の協力によって、およそ12週間続いた期間のうち前半6週間に犠牲者の80%が殺害されるという、極めて早いペースで虐殺が行われた。その結果、与野党を含めたフツのエリート政治家の多くが、紛争終結後の裁判によりジェノサイドの組織化を行った罪で有罪とされている。

### 虐殺
1994年4月7日に開始されたジェノサイドでは、ルワンダ軍やインテラハムウェ、インプザムガンビといったフツ民兵グループが、組織的行動として捕らえたツチを年齢や性別にかかわらず全て殺害した。また、フツ穏健派は裏切り者として真っ先に殺害された。フツの市民は虐殺に協力することを強いられ、ツチの隣人を殺害するよう命令された。この命令を拒んだものはフツの裏切り者として殺害された。大半の国が首都キガリから自国民を避難させ、虐殺初期の時点で同国内の大使館を放棄した。状況の悪化を受けて、国営ラジオのラジオ・ルワンダは人々に外出しないよう呼びかける一方で、フツ至上主義者の所有するミルコリンヌ自由ラジオ・テレビジョンはツチとフツ穏健派に対する辛辣なプロパガンダ放送を繰り返した。国内各地の道路数百箇所では障害物が積み上げられ、民兵による検問所が構築された。大々的にジェノサイドが勃発した4月7日にキガリ内にいたダレールと国際連合ルワンダ支援団メンバーは保護を求めて逃げ込んでくるツチを保護したが、徐々にエスカレートするフツの攻撃を止めることができなかった。この時、フツ過激派はミルコリンヌ自由ラジオ・テレビジョンの報道を受けて、ダレールと国際連合ルワンダ支援団メンバーも標的の1つとしていた。4月8日、ダレールはフツ過激派を虐殺行為へ走らせる推進力が同国の民族性であることを暗示した電報をニューヨークへ送っている。また同電報には、複数の閣僚を含む政治家や平和維持軍のベルギー兵が殺害されたことも詳述されていた。ダレールはまた、この現在進行中の虐殺行為が極めて組織立ったもので、主に大統領警備隊によって指揮されていると国連に報告している。
4月9日、国連監視団はギコンドのポーランド人教会にて多数の児童が虐殺されるのを目撃した（ギコンド虐殺）。同日に、高度に武装化した練度の高い欧州各国軍の兵士1000人が、ヨーロッパ市民の国外避難を護衛するためにルワンダ入りした。この部隊は国際連合ルワンダ支援団を援護するための滞在は一切行わなかった。9日になると、『ワシントン・ポスト』紙が同国駐在員を恐怖させた事件として、国際連合ルワンダ支援団の職員が殺害された事実を報道した。4月9日から10日にかけて、アメリカ合衆国のローソン駐ルワンダ大使と250人のアメリカ人が国外へ避難した。

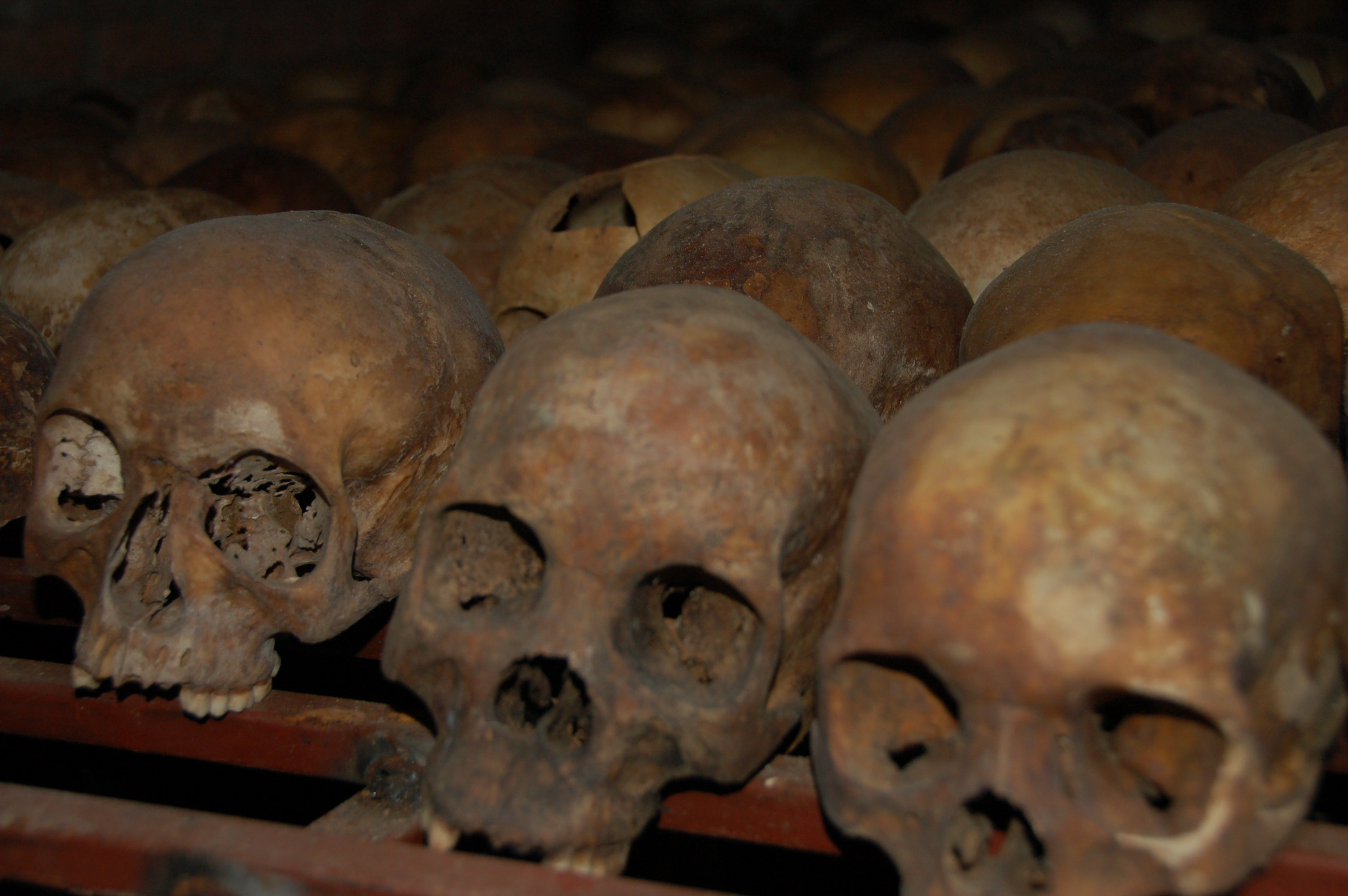
ニャマタ虐殺記念館に展示されている頭蓋骨。

ジェノサイドは速やかにルワンダ全土へ広がった。虐殺の過程で一番初めに組織的に行動したのは、国内北西部に位置するギセニ県（現西部州）の中心都市、ギセニの市長であった。市長は4月6日の夜の時点で武器の配布を目的とした会合を行い、ツチを殺すために民兵を送り出した。ギセニは暗殺されたハビャリマナ大統領の出身地であるほかアカズの拠点地域でもあり、さらに南部地域がルワンダ愛国戦線に占領されたことから数千人のフツが国内避難民として流れ込んでいたため、反ツチ感情の特に激しい土地となっていた。なお、4月6日から数日後にはブタレ県内を除いた国内のほぼ全ての都市で、キガリと同様のツチやフツ穏健派殺害を目的とした組織化が行われた。ブタレ県知事のジャン＝バティスト・ハビャリマナは、国内で唯一ツチ出身の知事で虐殺に反対したため、彼が4月下旬に更迭されるまでは大規模な虐殺が行われなかった。その後、ハビャリマナ知事が更迭されてフツ過激派のシルヴァン・ンディクマナが知事に就任すると、ブタレでの虐殺が熱心に行われていなかったことが明らかとなったため、政府は民兵組織のメンバーをキガリからヘリコプターで輸送し、直ちに大規模な虐殺が開始された。この際に、旧ルワンダ王室の皇太后であり、ツチの生ける象徴として国民から慕われていたロザリー・ギカンダがイデルフォンス・ニゼイマナの命令により射殺されている。なお、更迭されたハビャリマナ知事も大統領警備隊によって数日後に殺害された。

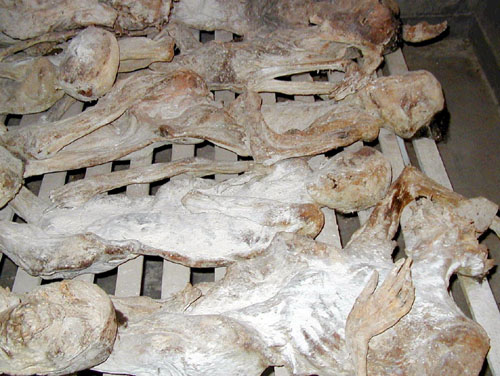
ムランビ技術学校は現在記念館となっており、虐殺犠牲者の遺体展示を行っている。

4月下旬にはキブンゴ県のニャルブイェにおいてニャルブイェ大虐殺が発生し、およそ2万人が虐殺された。この虐殺は、フツ出身の市長シルヴェストル・ガチュンビチの勧めを受けて多数のツチが市内にあったニャルブイェカトリック教会へ逃れたが、その後市長は地元のインテラハムウェと協力し、ブルドーザーを用いて教会の建物を破壊し、教会内に隠れていたツチは老若男女を問わずにマチェーテで叩き切られたり、ライフルで撃たれて大半が虐殺されるという経過で行われた。地元のカトリック司祭であったアタナゼ・セロンバはルワンダ国際戦犯法廷において、自身の教会をブルドーザーで破壊することに協力したため、ジェノサイドと人道に対する罪で有罪となり、無期懲役の判決を受けた。その他では、約2000人が避難していたキガリの公立技術学校 (École Technique Officielle) を警護していた国際連合ルワンダ支援団のベルギー兵が避難民を放置して4月11日に撤退した結果、ルワンダ軍とインテラハムウェによって避難民の大半が虐殺された事件（公立技術学校の虐殺）が発生している。この事件は2005年に『ルワンダの涙』として映画化された。
犠牲者の大半は自身の住んでいた村や町で殺害され、直接手を下したのは多くの場合隣人や同じ村の住人であった。民兵組織の一部メンバーにはライフルを殺害に利用した者もあったが、民兵は大半の場合マチェーテで犠牲者を叩き切ることで殺害を行った。犠牲者はしばしば町の教会や学校へ隠れているところを発見され、フツの武装集団がこれを虐殺した。一般の市民もツチやフツ穏健派の隣人を殺すよう地元当局や政府後援ラジオから呼びかけを受け、これを拒んだ者がフツの裏切り者として頻繁に殺害された。『虐殺へ参加するか、自身を虐殺されるかのいずれか』 の状況であったという。また、ラジオやヤギ、強姦の対象となる若い娘といったツチの"資産"は、虐殺参加者のために事前にリストアップされており、殺害する前後に略奪もしばしば行われた。また、キガリ近郊の女性議員の1人は、ツチの首1つにつき50ルワンダフランを報酬として与えて、ツチの殺害を奨励していたという。各地に構築された民兵組織による検問では、ツチやツチのような外見を持つものが片っ端から捕らえられて虐殺された。多くの場合で、犠牲者は殺害される前に略奪され、性的攻撃や、強姦、拷問を受けた。川や湖は虐殺された死体で溢れ、または道端に積み上げられたり、殺害現場に放置された。また、1992年にはフツ至上主義の政治家であったレオン・ムゲセラはツチの排斥を訴え、ツチをニャバロンゴ川を通じてエチオピアへ送り返すよう主張したが、1994年4月にこの川は虐殺されたツチの死体で溢れ、下流のヴィクトリア湖の湖岸へ幾万もの遺体が流れ着いている。

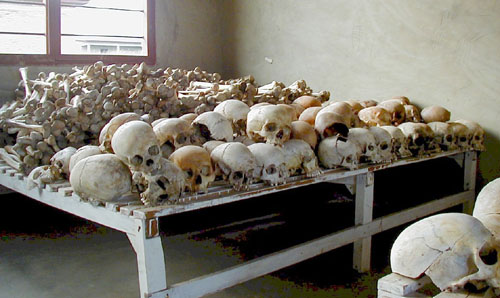
ムランビ技術学校で虐殺された犠牲者の頭蓋骨。

ハビャリマナ大統領が暗殺された4月6日からルワンダ愛国戦線が同国を制圧する7月中旬までのおよそ100日間に殺害された被害者数は、専門家の間でも未だ一致が得られていない。ナチス・ドイツが第三帝国で行ったユダヤ人の虐殺や、クメール・ルージュが民主カンボジアで行った虐殺と異なり、ルワンダ虐殺では殺害に関する記録を当局が行っていなかった。ルワンダ解放戦線からなる現ルワンダ政府は、虐殺の犠牲者は107万1000人でこのうちの10%はフツであると述べており、『ジェノサイドの丘』の著者であるフィリップ・ゴーレイヴィッチはこの数字に同意している。一方、国連では犠牲者数を80万人としているほか、アフリカン・ライツ (African Rights) のアレックス・デ・ワールとラキヤ・オマーは犠牲者数を75万人前後と推定し、ヒューマン・ライツ・ウォッチアメリカ本部のアリソン・デフォルジュは、少なくとも50万人と述べている。イージス・トラストの代表であるジェイムズ・スミスは、「記憶する上で重要なのは、それがジェノサイドであったことだ。それは男性、女性、子供全てのツチを抹殺し、その存在の記憶全てを抹消しようと試みたのだ」と書き留めている。
ルワンダ政府の推定によれば、84%のフツ、15%のツチ、1%のトゥワから構成された730万人の人口のうち、117万4000人が約100日間のジェノサイドで殺害されたという。これは、1日あたり1万人が、1時間あたり400人が、1分あたり7人が殺害されたに等しい数字である。ジェノサイド終了後に生存が確認されたツチは15万人であったという。また、夫や家族を殺害され寡婦となった女性の多くが強姦の被害を受けており、その多くは現在HIVに感染していることが明らかとなっている。さらに、数多くの孤児や寡婦が一家の稼ぎ手を失ったために極貧の生活を送っており、売春で生計を立てざるを得ない女性も存在している（詳しくは「ルワンダにおける売春」を参照）。
虐殺に際しては、マチェーテや鍬といった身近な道具だけではなく、AK-47や手榴弾といった銃火器もジェノサイドに使用された。ルワンダ政府の公式統計と調査によれば、ルワンダ虐殺の犠牲者の37.9%はマチェーテで殺されたという。このマチェーテの4分の3は1993年に当時のルワンダ政府が中国 から安価で大量に輸入したものであった。また、犠牲者の16.8%はマスで撲殺された。キブエ県は虐殺にマチェーテが用いられた割合が大きく、全体の52.8%がマチェーテにより殺害され、マスによる犠牲者は16.8%であったとされる。

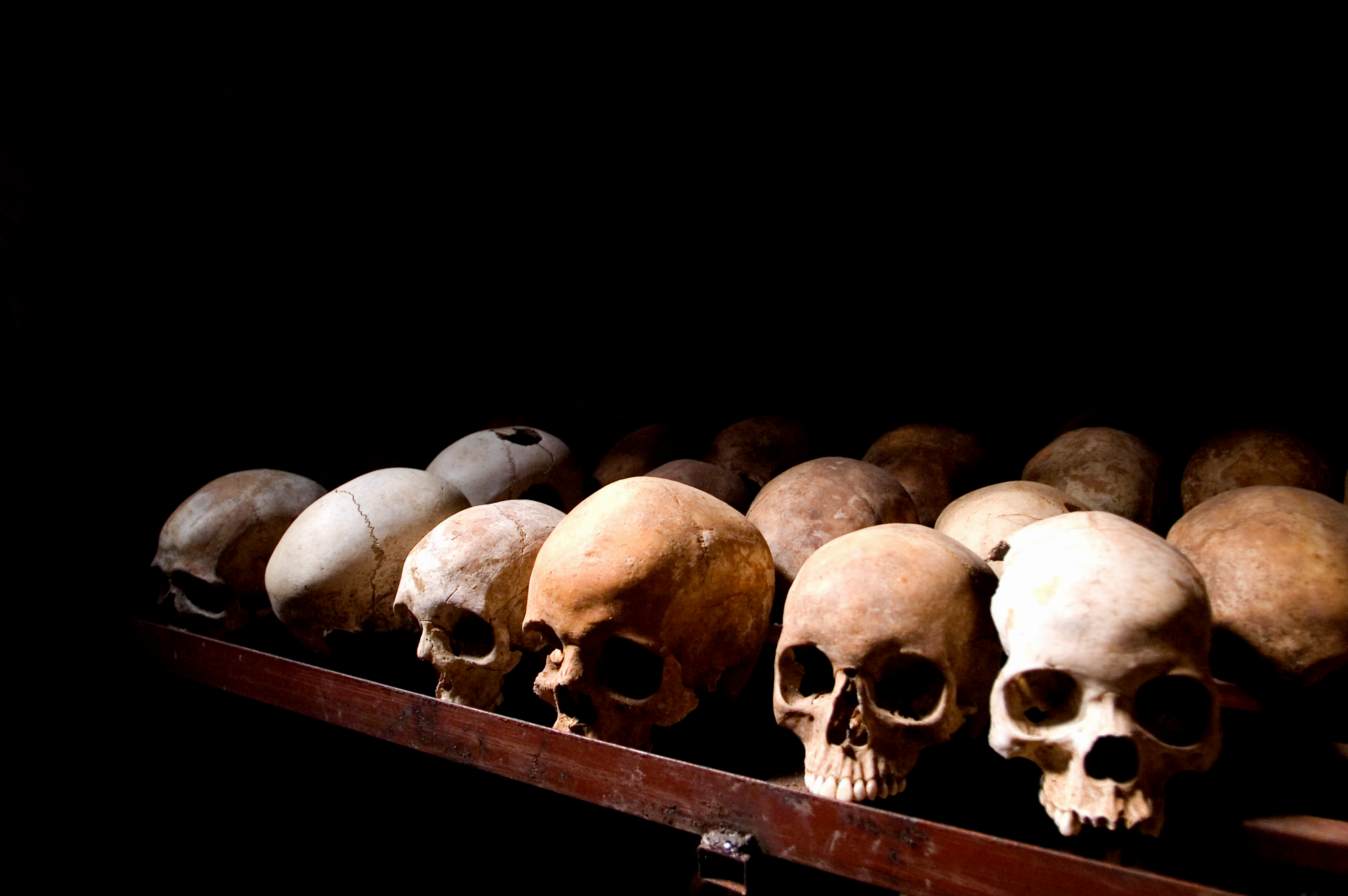
ニャマタ虐殺記念館にて

ルワンダ虐殺では莫大な数の犠牲者の存在とともに、虐殺や拷問の残虐さでも特筆すべきものがあったことが知られている。ツチに対して虐殺者がしばしば行った拷問には手や足を切断するものがあり、これは犠牲者の逃走を防ぐ目的のほか、比較的背の高いツチに対して「適切な身長に縮める」目的で用いられた。この際、手足を切断された犠牲者が悶え苦しみながら徐々に死に至る周囲で、多数の虐殺者が犠牲者を囃し立てることがしばしば行われたという。時には犠牲者は自身の配偶者や子供を殺すことを強いられ、子供は親の目の前で殺害され、血縁関係者同士の近親相姦を強要され、他の犠牲者の血肉を食らうことを強制された。多くの人々が建物に押し込まれ、手榴弾で爆殺されたり、放火により生きたまま焼き殺された。さらに、犠牲者を卑しめる目的と殺害後に衣服を奪い取る目的で、犠牲者はしばしば服を脱がされ裸にされた上で殺害された。加えて多くの場合、殺害されたツチの遺体埋葬が妨害されてそのまま放置された結果、多くの遺体が犬や鳥といった獣に貪られた。アフリカン・ライツが虐殺生存者の証言をまとめ、1995年に刊行した『Rwanda: Not So Innocent - When Women Become Killers 』には、

ナタでずたずたに切られて殺されるので金を渡して銃で一思いに殺すように頼んだ，女性は強姦された後に殺された，幼児は岩にたたきつけられたり汚物槽に生きたまま落とされた，乳房や男性器を切り落とし部位ごとに整理して積み上げた，母親は助かりたかったら代わりに自分の子どもを殺すよう命じられた，妊娠後期の妻が夫の眼前で腹を割かれ，夫は「ほら，こいつを食え」と胎児を顔に押し付けられた―。

といった報告が数多く詳細に収録されている。このほか、被害者の多くがマチェーテや猟銃、鍬などの身近な道具で殺害されたことから、生存者のその後の日常生活においてPTSDを容易に惹起する可能性を指摘する声もある。
ルワンダ虐殺の最中に虐殺を食い止め、ツチを保護するための活動を行っていた人々もいた。映画「ホテル・ルワンダ」で知られるポール・ルセサバギナの他、ピエラントニオ・コスタ、アントニア・ロカテッリ、ジャクリーヌ・ムカンソネラ、カール・ウィルケンス、アンドレ・シボマナらによる活動がよく知られている。

### ルワンダ虐殺下の強姦
1998年、ルワンダ国際戦犯法廷は裁判の席で「性的暴行はツチの民族グループを破壊する上で欠かせない要素であり、強姦は組織的かつツチの女性に対してのみ行われたことから、この行為がジェノサイドとして明確な目的を持って行われたことが明らかである」との判断が下された。つまり、ルワンダにおける戦時下の強姦をジェノサイドの構成要素の1つと見なされたのである。しかしながら、組織的な強姦や性的暴力の遂行を明確に命じた文書は見つからず、軍や民兵の指導者が強姦を奨励したり命令したり、あるいは強姦を黙認したという証言のみが示された。ルワンダ虐殺における強姦は、女性に対する残虐さの著しい度合いや、強姦が非常に一般的に行われるといったツチ女性に対する性的暴力が煽られた原因として、組織的プロパガンダの影響が他の紛争下の強姦と比較して際立っていると指摘されている。
ルワンダの国連特別報告者、ルネ・ドニ＝セギ (René Degni-Ségui) による1996年の報告では、「強姦は命令によるもので、例外はなかった」と述べられている。同報告書はまた「強姦は組織立って行われ、また虐殺者らの武器として使用された」と指摘している。これは虐殺犠牲者の数と同様に強姦の形態から推定できる。先の報告書では、少女を含むおよそ25万から50万のルワンダ人女性が強姦されたと記している。2000年に行われたアフリカ統一機構主催のルワンダ国際賢人会議 (International Panel of Eminent Personalities on Rwanda) では、「我々は、ジェノサイドを生き残ったほとんどの女性が、強姦もしくは他の性的暴力の被害に遭った、あるいはその性的被害によって深く悩まされたことを確信できる」との結論が出された。強姦の犠牲者の大半はツチ女性であり、未成年の少女から高齢の女性まで幅広く被害に遭ったが、一方で男性に対する強姦はほとんどなかった。また、穏健派フツの女性もフツの裏切り者とされて強姦された。男性に対する性的暴行例は少ないが、殺害時の拷問として男性器の切断が多数行われ、この切断した性器が群衆の前で晒される事もあった。ルワンダ虐殺下における強姦を主体となって行ったのはインテラハムウェなどのフツ民兵らであったが、大統領警備隊を含む旧ルワンダ軍 (RAF) の兵士や民兵のほか、民間人による強姦も行われた。2008年にはルワンダ法務省により、「フランス兵はツチ女性に対する強姦を複数行った」とする声明が出されているが、これについては現在のところ実証されていない。

### ジェノサイド下におけるトゥワ
ジェノサイドにおけるトゥワの役割に関する研究は未だ進んでいない。この原因としては、1994年時点のトゥワの人口がおよそ3万人とルワンダの1%弱でしかなかった点と、トゥワの社会的地位が低かったことが挙げられる。推計によれば、トゥワの3分の1が虐殺で死亡し、3分の1が近隣諸国で難民と化したとされる。また、トゥワは虐殺の犠牲者となった者も多くいた一方で、民兵組織に参加して加害者となった者も存在した。しかしながら、ルワンダ虐殺への参加の程度は未だ明らかとなっていない。ゴーレイヴィッチの『ジェノサイドの丘』によれば、トゥワはツチ女性への強姦に民族的侮蔑の意味を与える目的で、強姦要員として民兵に加えられていたという。

### ジェノシデール
ジェノシデールとは、ルワンダにおいてはルワンダ虐殺に参加した者を指す言葉である。このジェノシデールの人数は研究者によって大きく異なり、約1万人とする説から約300万人とする説まで存在しているが、多くの場合でこれらの数字は憶測に基づいたものであった。2006年に報告された実証的研究によれば、1件以上の殺人を行ったジェノシデールの数は、17万5000から21万人であると推定されており、これは当時のフツ成人の7-8%、フツ成人男性の14 - 17%に相当する値である。2000年の時点では、拘留され被告人となっているジェノシデールは11万人であったが、2006年にはガチャチャ裁判の進行などにより約8万人となった。ジェノシデールの大多数は男性であり、女性は全体の3%程度である。国家レベルから地域レベルに至るまで、ジェノシデールは社会のあらゆる階層の人々から構成されており、このジェノシデールを煽動・指揮していたのは政治、軍事、あるいは行政の有力者らであった。ジェノシデールの大半は普通のルワンダ男性であり、教育、職業、年齢、子供の数など、何ら特異性のない一般的な社会集団から構成されていた。この一般的なジェノシデールは比較的教育水準が低い若者が多かったのに対し、煽動や指揮を行っていた者たちは比較的教育水準が高く、社会的地位の高い者が多かったことが報告されている。

## 国際社会の対応

### 国際連合ルワンダ支援団の動向

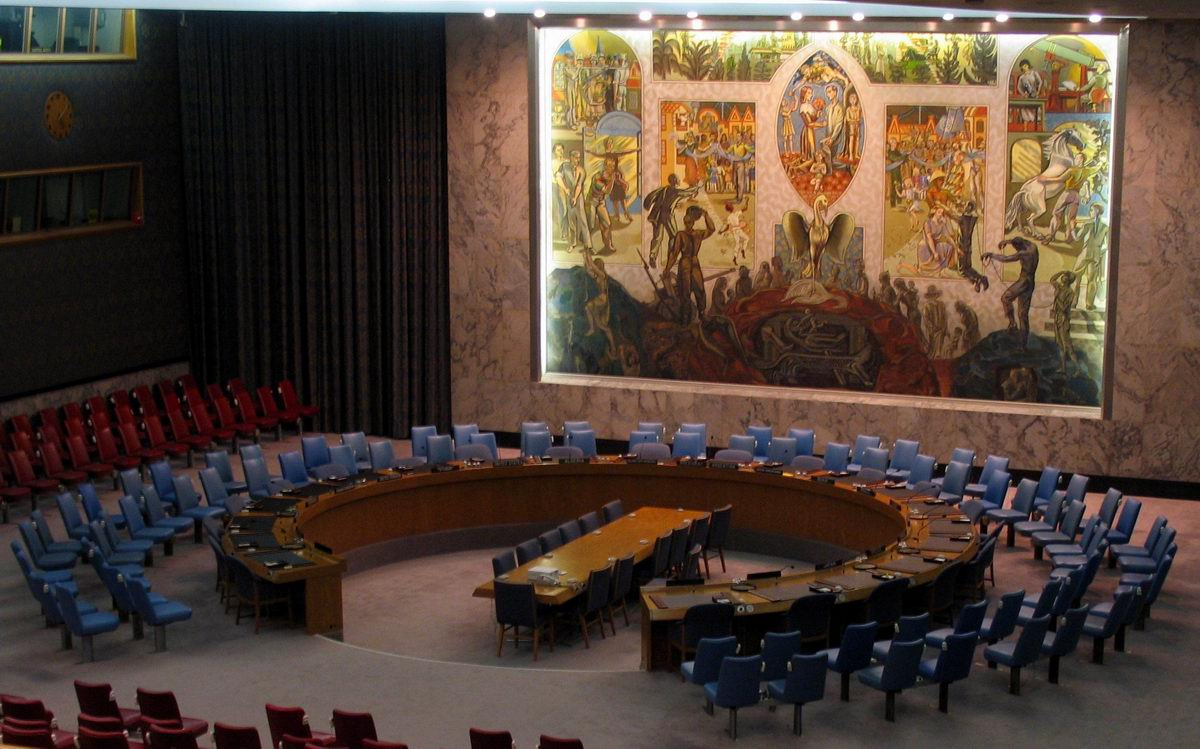
国際連合安全保障理事会の会議場。

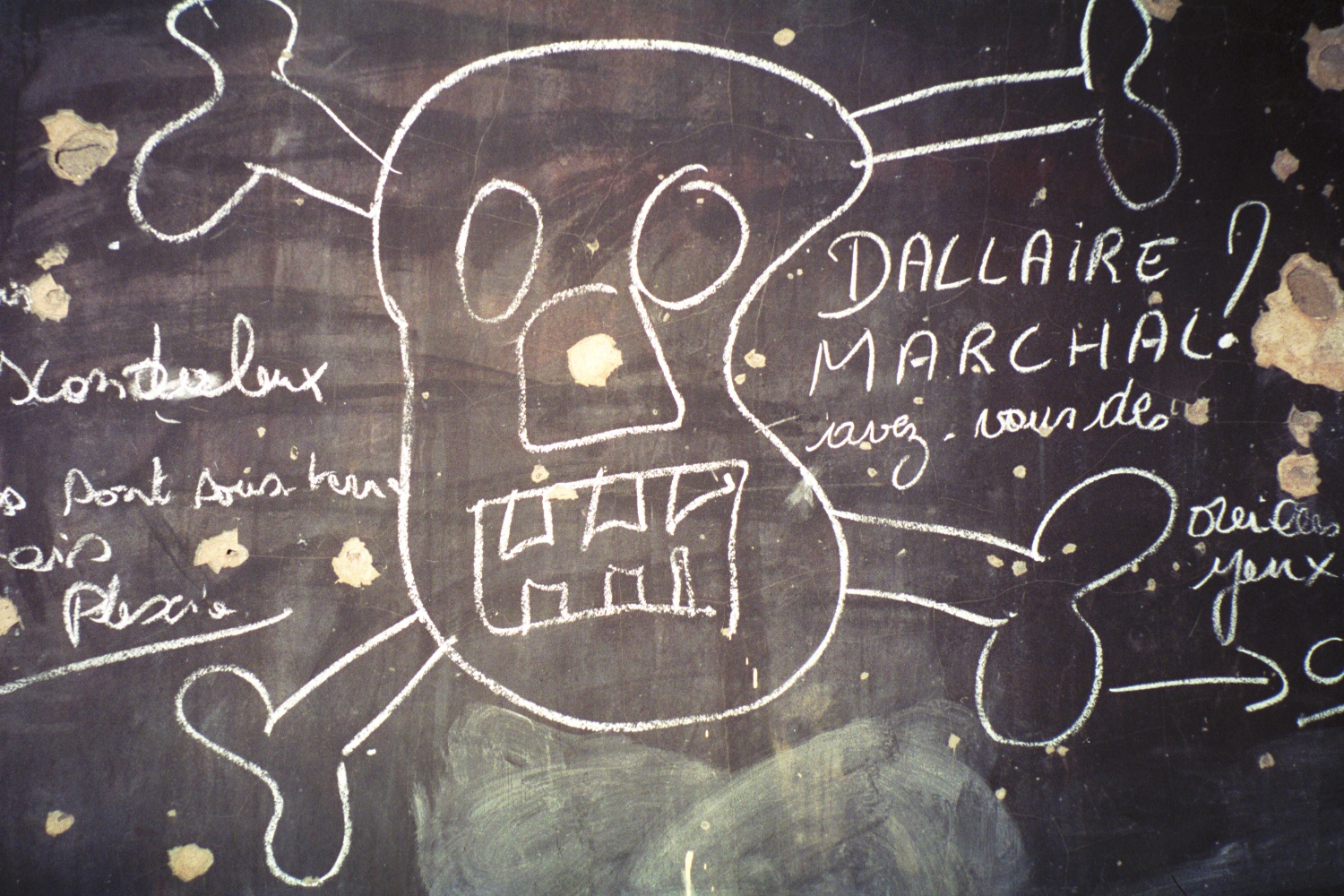
キガリの学校の黒板に残されていた落書き。国際連合ルワンダ支援団司令官の"ダレール"の名 Dallaire と、国際連合ルワンダ支援団キガリ州司令官のリュック・マーシャルの名 Marchal、そして骸骨が描かれている。ルワンダでは、彼らは虐殺を止められなかったとして、国連や世界各国と並んで憎悪の対象とされている。

国際連合ルワンダ支援団 (UNAMIR) の活動は、アルーシャ協定の時点から後のジェノサイドに至るまで、資源も乏しいこのアフリカの小国の揉め事に巻き込まれることに消極的であった大多数の国連安全保障理事会メンバーにより妨げられ続けられた。そんな中でベルギーのみが国際連合ルワンダ支援団に対し確固としたマンデートを与えることを要求していたが、4月初旬に大統領の警護を行っていた自国の平和維持軍兵士10人が殺害されると、同国はルワンダでの平和維持任務から撤退した。なお、ベルギー部隊は練度も高く、装備も優れていたため、同国の撤退は大きな痛手となった。国際連合ルワンダ支援団側は、せめて同部隊の装備をルワンダへ残していくよう依頼したが、この要求も拒絶された。
その後、国連とその加盟国は現実から著しく外れた方針を採り始めた。国際連合ルワンダ支援団のロメオ・ダレールは以前から人員増強を強く要求しており、ジェノサイドがルワンダ各地で開始された4月半ばの時点にも事態収拾のための人員要求を行ったが、これらは全て拒否された。さらに、虐殺が進行している最中に、ダレールは国連本部から"国際連合ルワンダ支援団はルワンダにいる外国人の避難のみに焦点を当てた活動を行うよう"指示を受けた。この命令変更により、2000人のツチが避難していたキガリの公立技術学校を警護していたベルギーの平和維持部隊は、学校の周囲がビールを飲みながらフツ・パワーのプロパガンダを繰り返し叫ぶ過激派フツに取り囲まれている状況であったにもかかわらず、同施設の警護任務を放棄して撤収した。その後、学校を取り囲んでいた武装勢力が学校内へ突入し、数百人の児童を含むおよそ2000人が虐殺された。さらに、この事件から4日後には、安全保障理事会は国際連合ルワンダ支援団を280人にまで減らすという国連安保理決議第912号を決定した。その一方で国連安保理は同時期に起こったボスニア紛争に対して積極的な活動を行っていた。ルワンダの平和維持軍削減を決めた国連安保理決議第912号を可決したのと同じ日に、ボスニア内における安全地帯防衛の堅持を確認した国連安保理決議第913号を通過させたことから、差別的観点からヨーロッパをアフリカよりも優先させたとの指摘がなされている。
ダレール少将は国連から与えられた停戦監視のみを目的とするマンデートを無視して住民保護を行い、4月9日には国連平和維持活動局本部から「マンデートに従うよう」指示を受けたが、その後もマンデートを無視して駐屯地に逃れてきた避難民を保護した。しかしながら、平和維持軍人員の完全な不足とマンデートから積極的な介入行動を行えず、目の前で殺害されようとする避難民を助けられず、平和維持軍の増員と強いマンデートを望むダレールの要求は拒絶された。
1999年、ルワンダ虐殺当時のアメリカ合衆国大統領ビル・クリントンは、同国のテレビ番組『フロントライン』で、"当時のアメリカ政府が地域紛争に自国が巻き込まれることに消極的であり、ルワンダで進行していた殺戮行為がジェノサイドと認定することを拒絶する決定を下したことを後に後悔した"旨を明らかにした。この、ルワンダ虐殺から5年後に行われたインタビューにおいて、クリントン大統領は「もしアメリカから平和維持軍を5000人送り込んでいれば、50万人の命を救うことができたと考えている」と述べた。

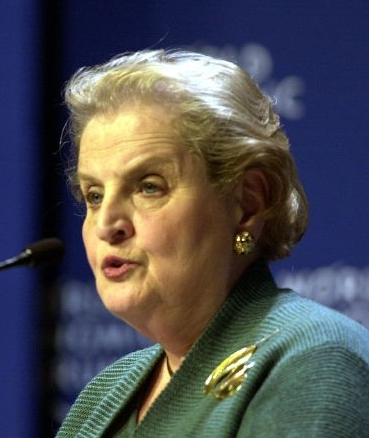
アメリカの国連大使であったマデレーン・オルブライト。

4月6日にハビャリマナ大統領が死亡した後、新たに大統領へ就任したテオドール・シンディクブワボ率いるルワンダ政府は、自国への国際的な非難を最小限にするために活動した。当時のルワンダ政府は安全保障理事会の非常任理事国であり、同国の大使は「ジェノサイドに関する主張は誇張されたものであり、我が政府は虐殺を食い止めるためにあらゆる手を尽くしている」と主張し、その結果として国連安全保障理事会はジェノサイドの語を含む議決を出さなかった。
その後の1994年5月17日になって、国連は「ジェノサイド行為が行われたかもしれない」ことを認めた。この5月半ばには、既に赤十字により50万人のルワンダ人が殺害されたとの推定がなされていた。国連は大部分をアフリカ国家の軍人からなる5500人の兵員をルワンダへ送ることを決定したが、これは虐殺勃発以前にダレールが要求したものと同規模であった。兵員増強の可否に関して5月13日に投票で決定する予定であったが、アメリカのマデレーン・オルブライト大使の活動により4日間引き伸ばされ、17日まで投票が延期された。さらに国連はアメリカに50台の装甲兵員輸送車の提供を求めたが、アメリカは国連に対して輸送費用の650万ドルを含む計1500万ドルをリース費用として要求した。結果として、国連部隊の展開はコスト面や装備の不足などを原因として遅延し、5月17日に国連でアメリカが主張した通りに非常にゆっくりと展開した。
国際連合ルワンダ支援団 (UNAMIR) は1994年7月にルワンダ愛国戦線が勝利を納めた後、同年5月時点で可決済みであった国連安保理第918号に従って人員数を5500人へ増強し (UNAMIR 2) 、1996年3月8日までルワンダで活動した。一方で司令官であったダレールは、虐殺の発生を事前に知りながら防止できなかったこと、虐殺期間中も積極的な活動を行えなかったことに対する自責の念から任務続行が不可能となり、虐殺終結後の1994年8月に司令官を離任した。その後、カナダに帰国後もうつ病やPTSDに悩まされ続けていたという。また、帰国後に出演したカナダのテレビ番組では以下のように述べた。

私にとって、ルワンダ人の苦境に対する国際社会、とりわけ西側諸国の無関心と冷淡さを悼む行為はまだ始まってもいない。なぜなら、基本的には、非常に兵士らしい言葉遣いで言わせてもらえば、誰もルワンダのことなんか知っちゃいないからだ。正直になろうじゃないか。ルワンダのジェノサイドのことをいまだに覚えている人は何人いる？ 第二次世界大戦でのジェノサイドをみなが覚えているのは、全員がそこに関係していたからだ。では、ルワンダのジェノサイドには、実のところ誰が関与していた？ 正しく理解している人がいるかどうか分からないが、ルワンダではわずか3ヵ月半の間にユーゴスラヴィア紛争をすべてを合わせたよりも多くの人が殺され、怪我を負い、追放されたんだ。そのユーゴスラヴィアには我々は6万人もの兵士を送り込み、それだけでなく西側世界はすべて集まり、そこに何十億ドルも注ぎ込んで解決策を見出そうと取り組みを続けている。ルワンダの問題を解決するために、正直なところ何が行われただろうか？ 誰がルワンダのために嘆き、本当にそこに生き、その結果を生き続けているだろうか？ だから、私が個人的に知っていたルワンダ人が何百人も、家族ともども殺されてしまった――見飽きるほどの死体が――村がまるごと消し去られて…我々は毎日そういう情報を送り続け、国際社会はただ見守っていた…。

この発言を行った後の1997年9月、ダレール元司令官はベルギーの平和維持軍兵士10人が殺害された件についてベルギー議会で証言を要求されたが、コフィー・アナン国連事務総長により証言は禁じられた。それから3年後の2000年、ダレール元司令官は公園で酒と同時に睡眠薬を大量服用して自殺を図ったものの、昏睡状態になっていたところを発見され死を免れた。

### フランスの動向

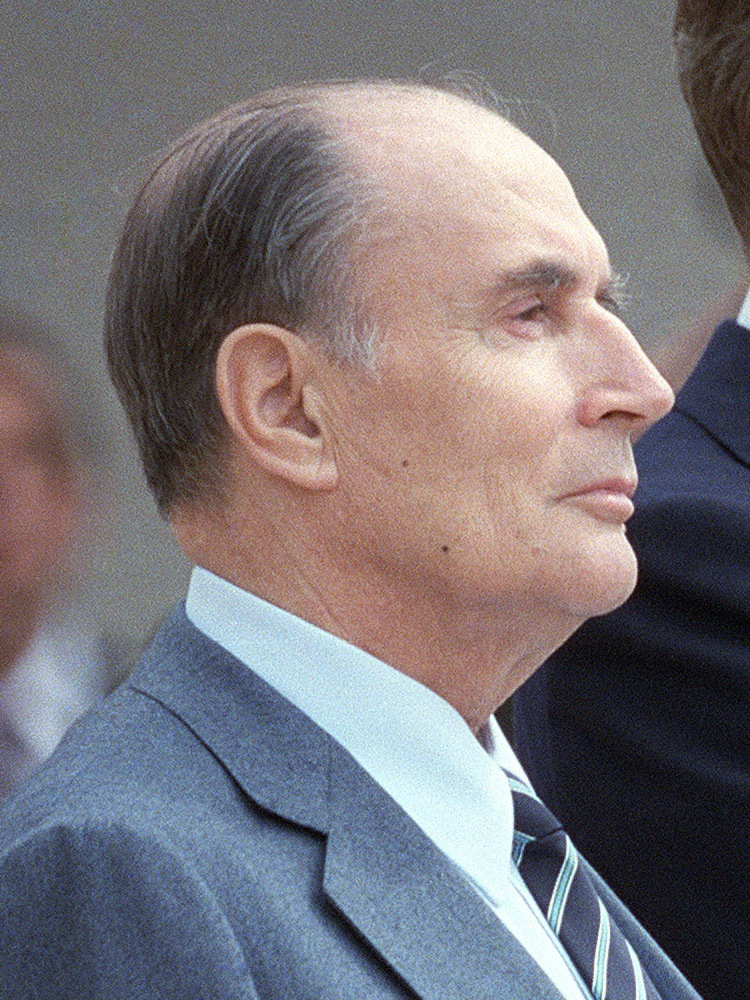
ルワンダ虐殺当時のフランスの大統領であったフランソワ・ミッテラン。

イギリス人ジャーナリストのリンダ・メルバーンは、当時のフランス大統領フランソワ・ミッテランが、ルワンダ愛国戦線の侵攻をフランス語圏国家に対するイギリス語圏の隣国による明確な侵略とみなしていたことを、近年になり公開されたフランスの公文書を調査した結果から明らかとした。この文書内でルワンダ愛国戦線は、英語を話す"ツチの国家"の樹立と、アフリカにおけるフランス語圏の影響力を削ぎつつ英語圏の影響力を拡大することを目的とした、ウガンダ大統領を含む"イギリス語圏の陰謀"の一部であると論じている。メルバーンの分析によれば、フランスの政策はルワンダ愛国戦線の軍事的勝利を避けるためのものであり、この政策は、軍人、政治家、外交官、実業家、上級諜報員などの秘密ネットワークにより作られたという。ルワンダ虐殺時に行われたフランスの政策は、議会にも報道機関にも不可解なものであったことが知られている。

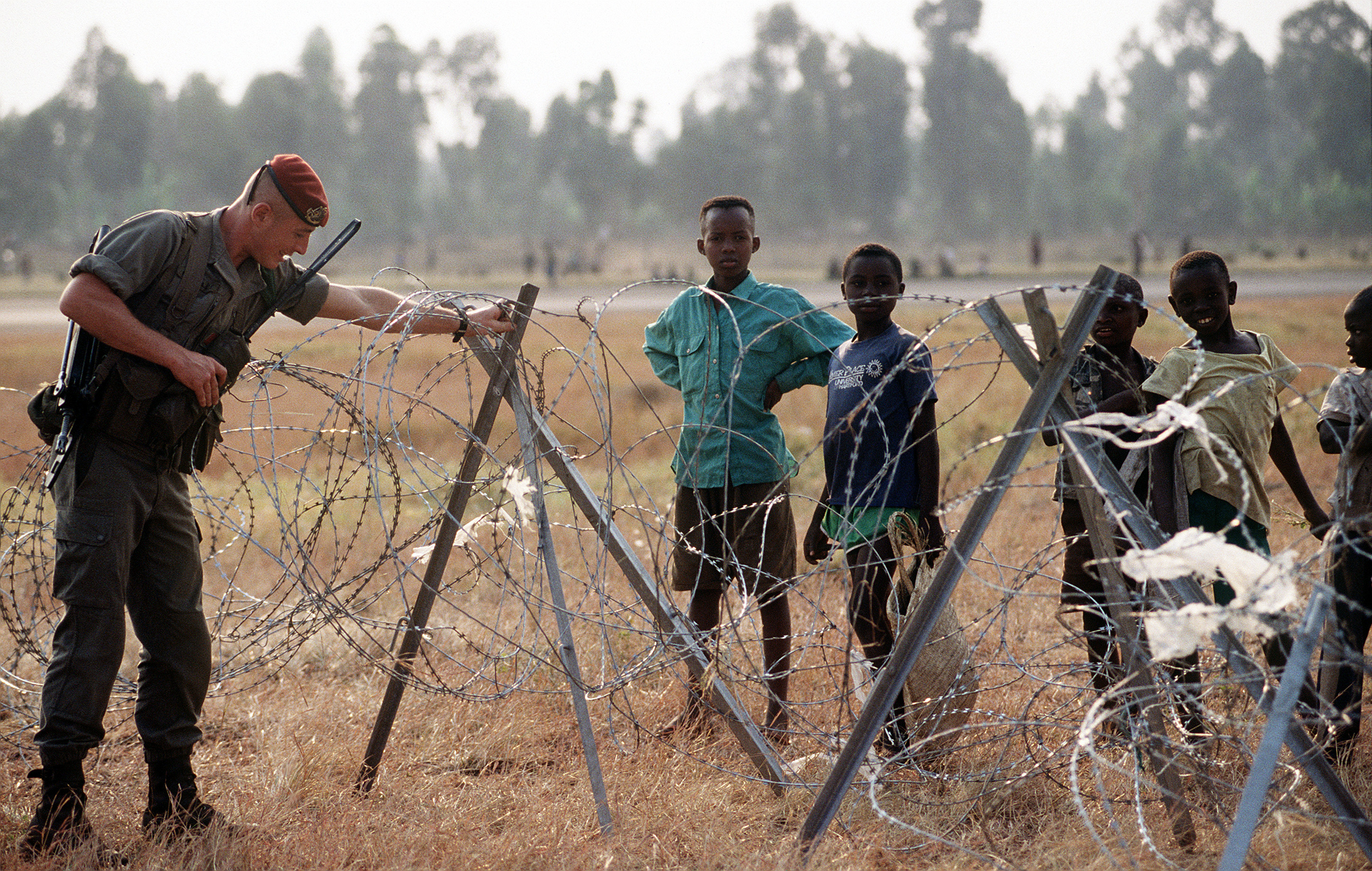
空港周囲の蛇腹形鉄条網を整備するフランスの軍人。ルワンダからの避難民の救援活動を行う多国籍軍の活動の一環。

6月22日、国連部隊の展開が進む兆しが一向になかったことから、国連安全保障理事会は国連安保理議決第929号を議決し、ザイールのゴマへ駐留するフランス軍に対して、"人道上の任務としてルワンダへ介入すること"と、"同任務の遂行に必要であれば、あらゆる手段を使用して良いこと"を承認した。フランスは、自国とフランス語圏のアフリカ諸国を中心とした多国籍軍を編成し、ルワンダの南西部全域へ部隊を展開した。このフランス語圏からなる多国籍軍は、ジェノサイドの鎮圧と戦闘行為の停止を目的としてトルコ石作戦（人道確保地帯）と呼ばれるエリアを確立した。しかし、虐殺で中心的な役割を果たしたジェノシデールや虐殺に関与したフツ過激派が、この地域を介してザイール東部地域などの近隣諸国へ逃亡するのを手助けする結果となった。さらに同作戦によって1万人のツチが救われた一方で、数万人が殺害されたという。フツ過激派はしばしばフランス国旗を用いてツチをおびきよせて殺害したり、フランス軍が救助を行うためにその場で待機させていたツチを殺害したことが知られている。トルコ石作戦は、フツ過激派を援護するものであったと、駐フランス大使でルワンダ愛国戦線出身のジャック・ビホザガラは非難している。ビホザガラは後に「トルコ石作戦はジェノサイド加害者の保護のみを目的としていた。なぜならば、ジェノサイドは"人道確保地帯"の中ですら行われていたのだ」と証言している。
2006年11月22日、フランスの裁判官ジャン＝ルイ・ブリュギエールは、1994年4月6日に起きた航空機撃墜によるルワンダ大統領ジュベナール・ハビャリマナとブルンジ大統領シプリアン・ンタリャミラ、および3人のフランス人乗組員が死亡した事件の調査結果から、ポール・カガメ現大統領を含むルワンダ愛国戦線の指導者9人に逮捕状を発出した。なお、カガメは現職国家元首として不逮捕特権があるとされたため、国際逮捕状が発行されたのはルワンダ国軍参謀総長であったジェームス・カバレベなどのカガメ大統領を除いた8人であった。カガメ大統領は嫌疑を否定し、この嫌疑は政治的な動機で主張されたものであるとフランスを非難し、同月中にフランスとの外交関係を断絶した。その後、カガメは公式に"ジェノサイドにおけるフランスの関与を告発する"ことを目的としたルワンダ法務省職員からなる委員会の結成を命じた。このルワンダ政府による調査が政治的な性質を帯びていることは、調査期間中の報告がカガメ大統領にのみ行われていたことと、調査結果の公式な報告がブリュギエール判事の件から1年後にあたる2007年11月17日であったことからも明らかであった。ルワンダの司法長官であり調査委員会委員長のジャン・ド・デュ・ムチョはこの日、「委員会は現在、"この調査が妥当かどうかをカガメ大統領が判断し、宣言を行うことを待つ"状態である」と述べた。それから1年後の2008年7月、カガメ大統領は「欧州裁判所がルワンダの当局に対して発行した逮捕状を撤回しなければ、フランス国民をジェノサイドの嫌疑で起訴する」と脅し、またスペイン人裁判官フェルナンド・アンドレウによるルワンダ軍将校40人に対する起訴についても撤回を要求した。さらに翌月の2008年8月5日、カガメ大統領の命令により調査委員会は調査結果報告書を公開した。この報告書では、フランス政府がジェノサイドの準備が行われていたのを察知していたこと、フツ民兵組織のメンバーへの訓練を行ってジェノサイドに加担したことを非難し、さらに当時のミッテラン大統領や大統領府事務局長であったユベール・ヴェドリーヌ、首相であったエドゥアール・バラデュール、外務大臣であったアラン・ジュペ、大統領首席補佐官であったドミニク・ガルゾー・ド・ビルパンらを含む、フランスの軍人および政治関係者の33人がジェノサイドに関与したとして非難を行い、この33人は訴追されるべきであると主張した。
上記内容に加えてこの報告書では「フランス軍の兵士自身もツチやフツ穏健派の暗殺に直接関与しており……（中略）……フランス軍はツチの生存者に対し、何件もの強姦を行った」と主張されていたが、後者の強姦に関しては実証が行われていない。この件に関してBBCは、フランスのベルナール・クシュネル外務大臣のフランスのジェノサイドに関する責任を否定する一方で、フランスは政治的な誤りを犯していたとするコメントを報道した。また、BBCはルワンダによる調査レポートの動機を徹底調査し、以下のように解説した。

調査委員会の責任者は、ルワンダ愛国戦線のためというよりもむしろ1994年に権力を握ったポール・カガメ大統領に権威をもたらす目的で、世界の人々にジェノサイドへの関心を持たせ続けることに鉄の決意を示している。近年ルワンダ愛国戦線により主張されている不愉快な疑惑は、1994年の虐殺当時とその後に行われたとされる戦争犯罪に関するものである。ヒューマン・ライツ・ウォッチのアリソン・デフォルジュが「ジェノサイドと戦争犯罪は異なるものだ」とカガメ大統領に伝えたところ、このルワンダ愛国戦線指導者は「彼ら（戦争犯罪の）犠牲者にも正義がもたらされるのだ」と答えた、とフォルジュは述べた。

ルワンダにおける国連への信用失墜と、1990年から1994年までのフランスの不可解な政策、さらにフランスがフツを援助し虐殺に関与したという主張を受けて、フランス政府はルワンダに関するフランスの議会委員会を設立し、幾度かに分けて報告書を公開した。

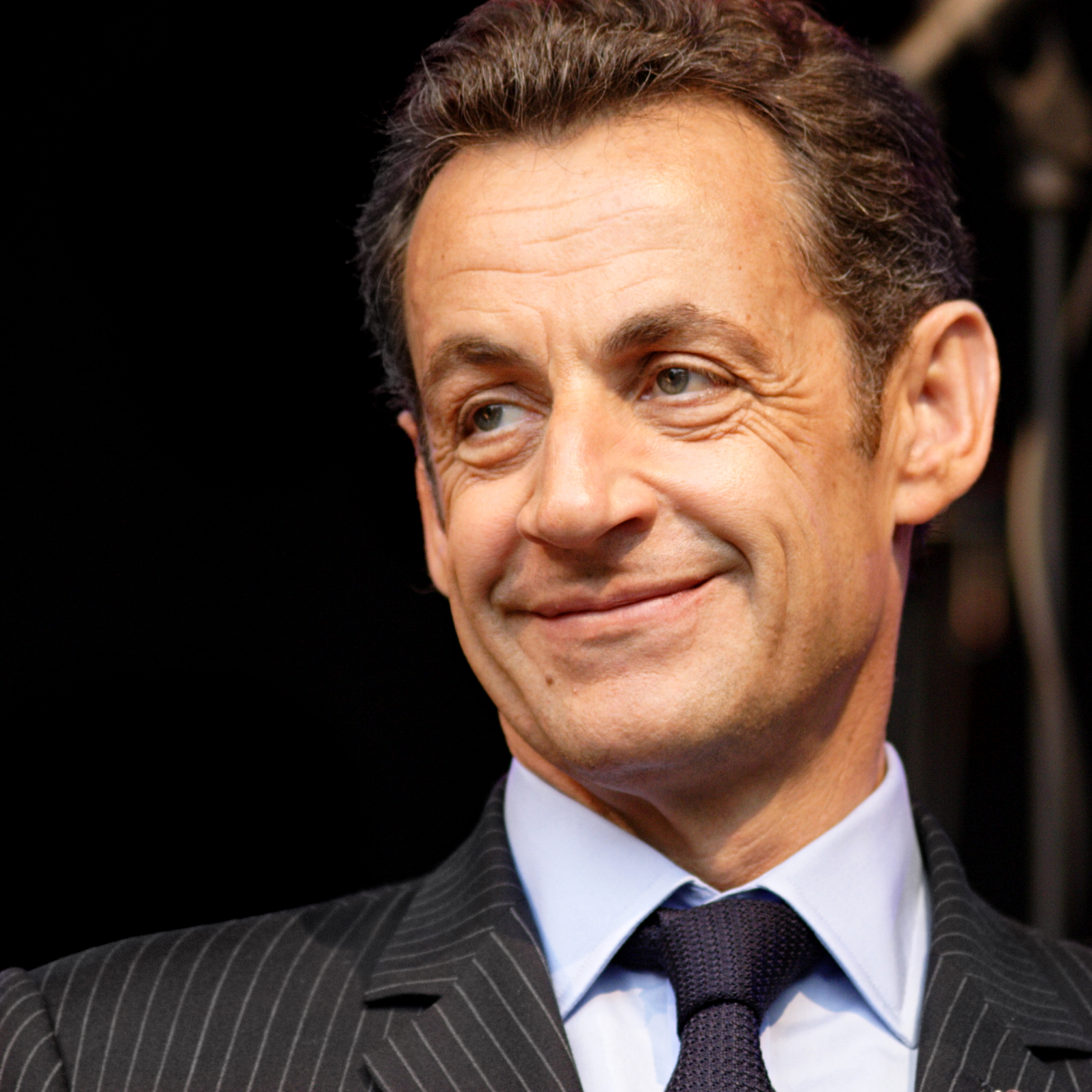
ニコラ・サルコジ大統領はルワンダを訪問し、「フランスはジェノサイドの時に"誤り"を犯した」との認識を示した。

特に、フランスのNGOシュルヴィの元代表フランソワ＝グザヴィエ・ヴェルシャヴは、ジェノサイドの期間にフランス軍がフツを保護したことを非難し、議会委員会設立に大きな役割を果たした。同委員会が最終報告書を提出したのは1998年12月15日であった。この報告書では、フランス側と国連側双方の対応が曖昧かつ混乱していたと実証されていた。またトルコ石作戦に関しては、介入時期が遅すぎたことが悔やまれるものの、作戦の遂行は、事態に対し何ら反応しなかった国連や、介入に反対したアメリカ政府やイギリス政府の対応よりもましであったことに留意すべきとした。さらにルワンダ軍や民兵組織の武装解除に関しては、フランス軍の明瞭かつ体系的な活動が行われ、さまざまな問題を抱えつつも部分的には成功したことを実証したが、一方で虐殺当時にルワンダ愛国戦線の将軍であったポール・カガメにとっては充分に早いとは言えなかったことも明らかとなった。なおこの調査では、フランス軍がジェノサイドに参加した証拠や民兵に協力した証拠、あるいは生命の危機に瀕したルワンダの人々を故意に見捨てた証拠は1つも見つからなかった。加えてフランスは、ルワンダが必要としていたが国連とアメリカが拒否した援助任務、例えばジェノサイドを煽動するラジオ放送を妨害するなどの多様な任務を行い、部分的には成功を収めたことを実証した。この報告書は最終的に、"フランス政府はルワンダ軍に関する判断ミスを犯したが、これはジェノサイドが始まる以前の期間のみであった"とし、この他の更なる過ちとして、
- ジェノサイドの開始時点でその脅威の規模を図り損ねたこと。
- アメリカやその他の国による国際連合ルワンダ支援団の人員数の切り下げを自覚することなしに、同組織へ過度に依存したこと。
- 効果のない外交。

があったとした。本報告書は最終的に、フランスはジェノサイドが始まった時点でその規模を抑えられる最大の外国勢力であったが、より多くの措置をとらなかったことが悔やまれた、と結論とした。
その後、2010年にはフランスのニコラ・サルコジ大統領がルワンダを訪問し「フランスはジェノサイドの時に"誤り"を犯した」との認識を示したが、謝罪は行わなかった。これに対しカガメ大統領は、2カ国間の国交正常化と、新たな関係の構築への期待を述べた。さらに2010年3月にフランス当局は両国大統領の会談を受けて、同国に亡命中のアカズの一員でありルワンダ虐殺の責任者の1人、アガート・ハビャリマナ元ルワンダ大統領夫人を拘束し、尋問を行った。
2017年に大統領に就任したエマニュエル・マクロンはルワンダとの関係正常化を目指し、2020年5月16日にフランス警察は大虐殺に加担していた資産家フェリシアン・カブガを逮捕した。カブガは、民兵組織の立ち上げや虐殺を促すための放送局設立に資金援助を行っていたとされ、逃亡後はフランス国外やパリ郊外に潜伏していた。マクロンは2021年5月27日に首都キガリを訪問した際の演説にて、当時のフランス政府が虐殺を行った体制側にあり、責任があることを認めたが、謝罪には至らなかった。

### アメリカの動向

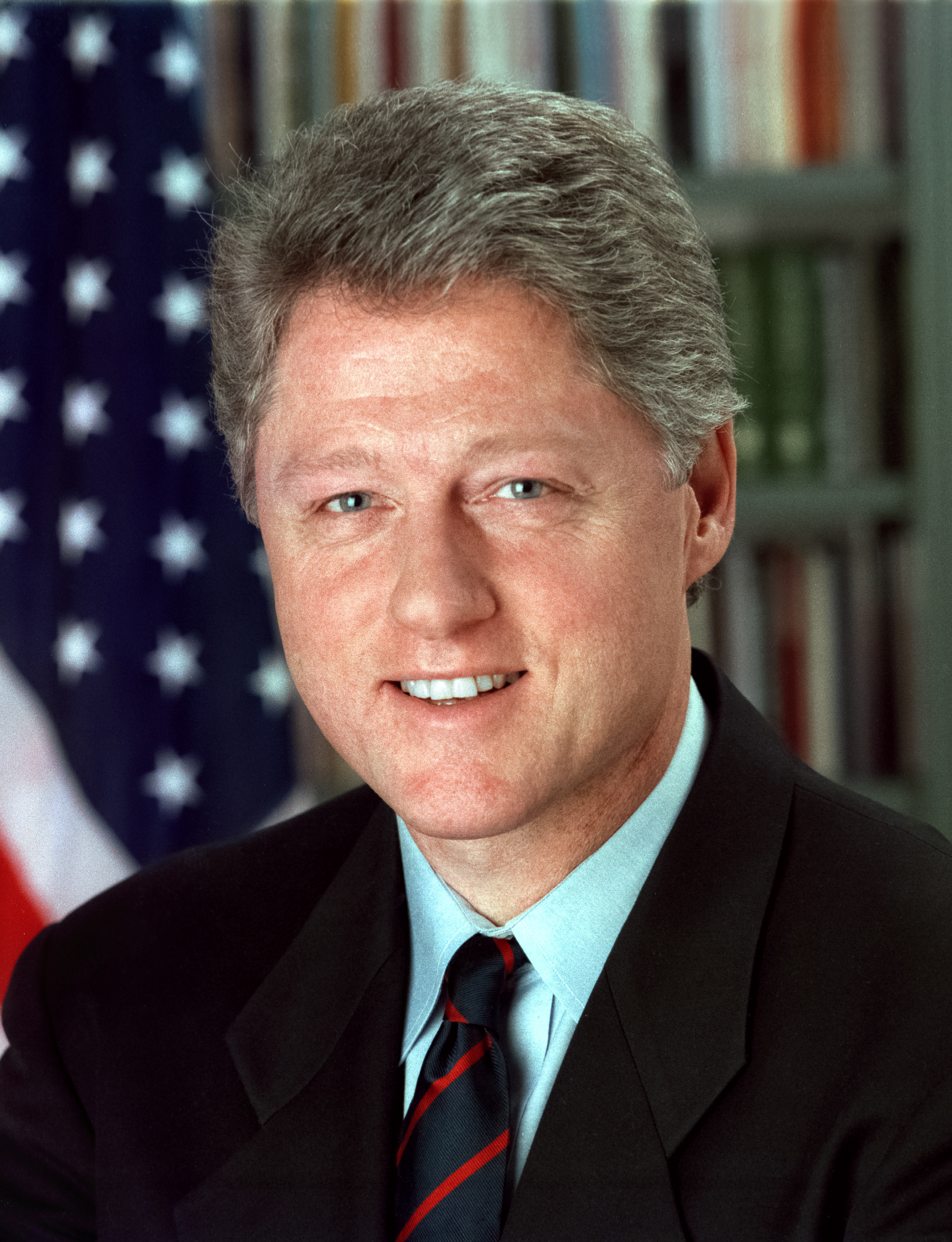
ルワンダ虐殺当時のアメリカ合衆国大統領ビル・クリントン

アメリカ政府はジェノサイド以前からツチと提携を行っており、これに対しフツは、ルワンダ政権の敵対者に対するアメリカの潜在的な援助に懸念を増していった。ルワンダ出身のツチ難民でウガンダの国民抵抗軍将校であったカガメは、1986年にルワンダ愛国戦線をツチの同志と共同で設立し、ルワンダ政権に対する攻撃を開始した後に、カンザス州レブンワース郡のレブンワース砦へ招かれ、アメリカ陸軍指揮幕僚大学で軍事トレーニングを受けた。1990年10月にルワンダ愛国戦線がルワンダへの侵攻を開始したとき、カガメはレブンワース砦で学んでいる最中であった。侵攻開始からわずか2日後に、カガメの親しい友人でルワンダ愛国戦線の共同設立者であったフレッド・ルウィゲマが側近により射殺されたため、カガメは急遽アメリカからウガンダへ帰国してルワンダ愛国戦線の司令官となった。1997年8月16日の『ワシントン・ポスト』紙に掲載された、南アフリカ支局長であるリン・デューク (Lynne Duke) の記事では、ルワンダ愛国戦線がアメリカ軍特殊部隊から戦闘訓練や対暴動活動の訓練などの指導を受ける関係が続いていたことが示唆されていた。
1993年まで世界の平和維持活動を積極的に行っていたアメリカであったが、ソマリア内戦へ平和維持軍として軍事介入を試みた結果、モガディシュの戦いにてアメリカ兵18人が殺害され、その遺体が市内を引き回された映像が流されたため、アメリカの世論は撤退へと大きく傾き、その後のアメリカの平和維持活動へ大きな影響を与えた。1994年1月には、アメリカ国家安全保障会議のメンバーであったリチャード・クラーク (Richard Clark) は、同年5月3日に成立することとなる大統領決定指令25 (PDD-25) を、公式なアメリカの平和維持ドクトリン（政策）として展開した。
その結果として、アメリカはルワンダ虐殺が行われていた期間にルワンダで軍を展開しなかった。アメリカ国家安全保障アーカイブの報告書は「アメリカ政府は後述する5種類の手段を用いたことで、ジェノサイドに対するアメリカと世界各国の反応を遅らせることに貢献した」と指摘する。その手段とは以下のようなものであった。
1. 国連に対し1994年4月に、国連部隊（国際連合ルワンダ支援団）の全面撤退を働きかけた。
2. アメリカ合衆国国務長官であったウォーレン・クリストファーは5月21日まで"ジェノサイド"の語を公式に使用することを認めず、その後もアメリカ政府当局者が公然と"ジェノサイド"の語を使うようになるまでにはさらに3週間待たねばならなかった。
3. 官僚政治的な内部抗争により、ジェノサイドに対するアメリカの全般的な対応が遅くなった。
4. コスト面と国際法上の都合から殺害を煽る過激派によるラジオ放送のジャミングを拒否した。
5. アメリカ政府は誰がジェノサイドを指揮しているか正確に知っており、実際に指導者らとジェノサイド行為の終了を促す話し合いを行ったが、具体的な行動を追及しなかった。

アメリカが"ジェノサイド"の語の使用を頑なに拒んでいたのは、もしルワンダで進行中の事態が"ジェノサイド"であればジェノサイド条約の批准国として行動する必要が生じるためであった。6月半ば以降に"ジェノサイド"の語が使用できるようになったのは、フランス軍を中心とした「トルコ石作戦」が開始され、また虐殺も収まりつつあったことでアメリカが事態に対応する必要性が低下したためであるとの指摘もある。

## ルワンダ愛国戦線の再侵攻と戦争終結宣言

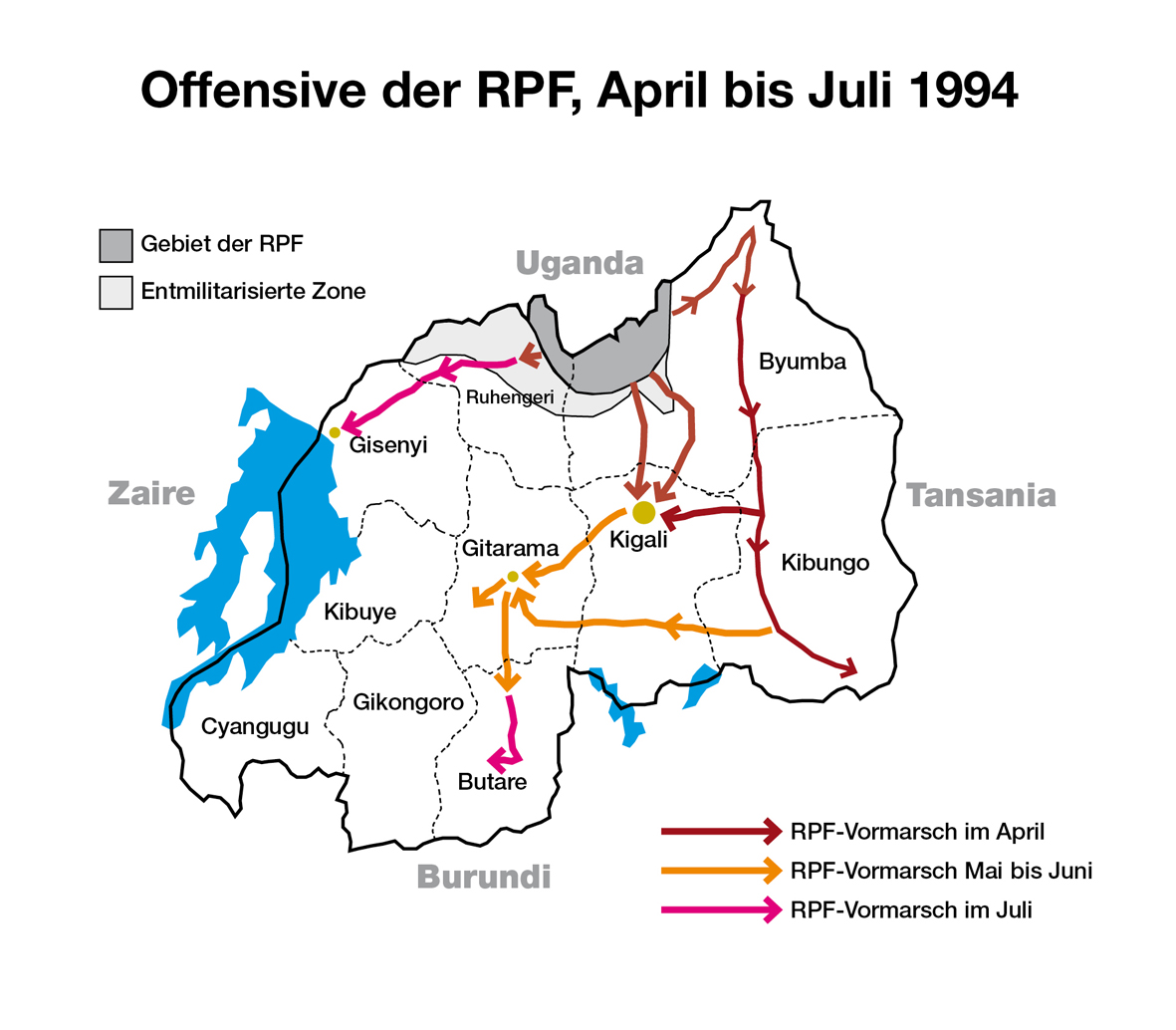
ルワンダ愛国戦線の侵攻ルート。4月は主に北東部と首都キガリへ（茶色の矢印）、5月と6月は中部へ（オレンジの矢印）、7月はブタレなど残りの地域へ（ピンクの矢印）へ、それぞれ進んだ。

アルーシャ協定によりキガリへ駐屯していたルワンダ愛国戦線の大隊は、大統領の搭乗する飛行機の撃墜を受け、キガリからの脱出と北部に展開するルワンダ愛国戦線本隊との合流を目的とした軍事行動を即座に開始した。また事件翌日の4月7日に、ルワンダ愛国戦線は"大統領機の撃墜は大統領警備隊によるものである"として全軍に対してキガリへの進軍を命じた。その結果、ルワンダ政府軍とルワンダ愛国戦線による内戦と、フツ過激派によるジェノサイドが7月初頭まで続くこととなった。そのため、海外の報道員にはジェノサイドが行われていることがすぐには分からず、当初の頃は内戦の激変期として説明されていた。そんな中でBBCニュースのキガリ特派員であったマーク・ドイルは、1994年4月下旬点でこの入り組んだ事態の説明を行おうと試み、以下のような報道を行った。

ここで2つの戦争が行われていると解釈して頂かなくてはなりません。それは武力戦争とジェノサイド戦争です。この2つは関連しておりますが、一方で別個のものでもあります。武力戦争は通常通りの軍隊同士によるもので、ジェノサイド戦争は政府軍と政権を支持する市民の側に立った政府に関係する大量虐殺です。

ルワンダ愛国戦線は1994年7月4日に首都キガリおよびブタレを制圧し、同月16日には政府軍の最終拠点であったルヘンゲリを制圧、その2日後の18日にカガメ司令官が戦争終結宣言を行った。これはハビャリマナ大統領の暗殺からおよそ100日後のことであった。

## 余波

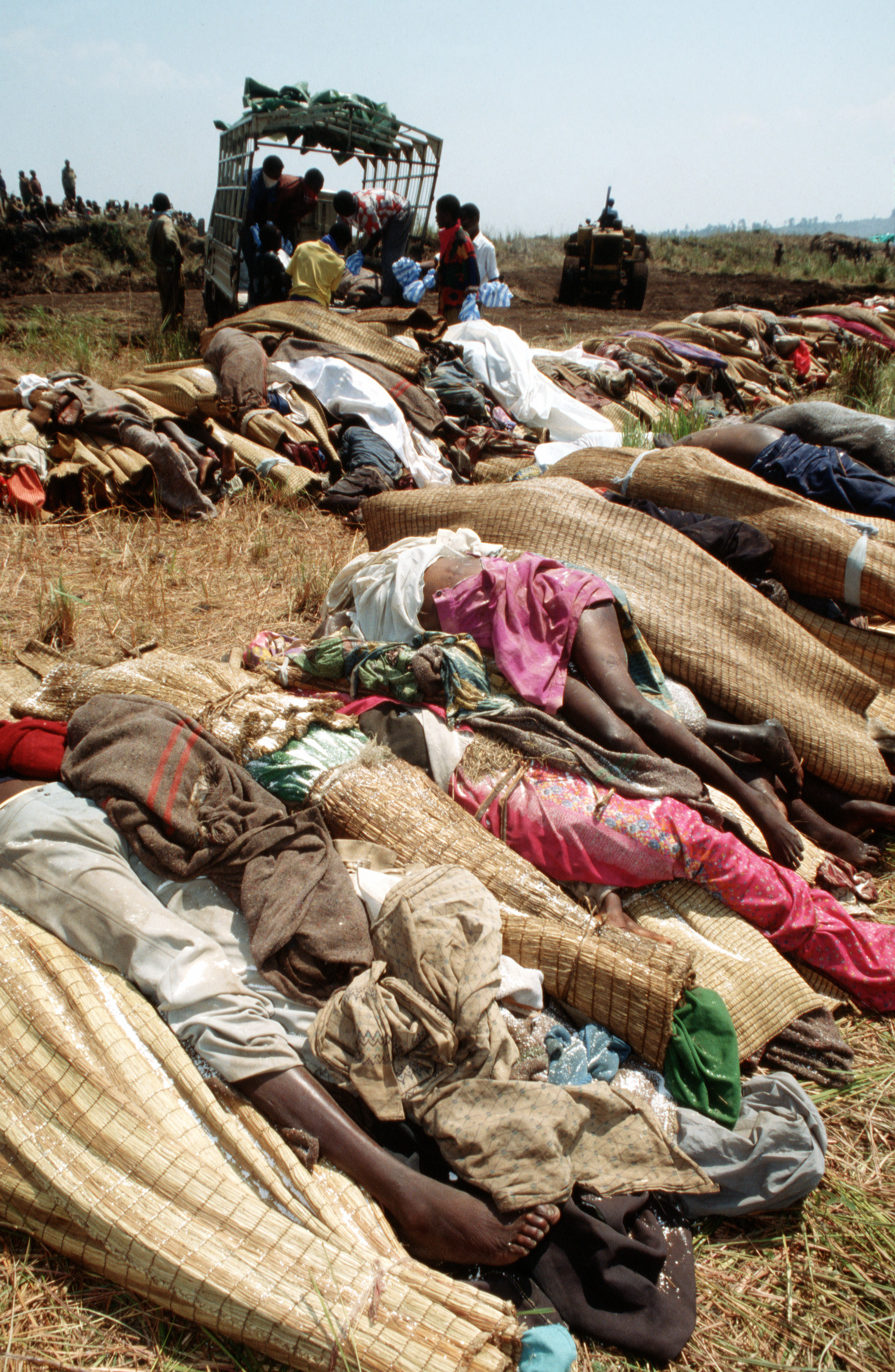
トラックにて運び出された難民キャンプの死亡者

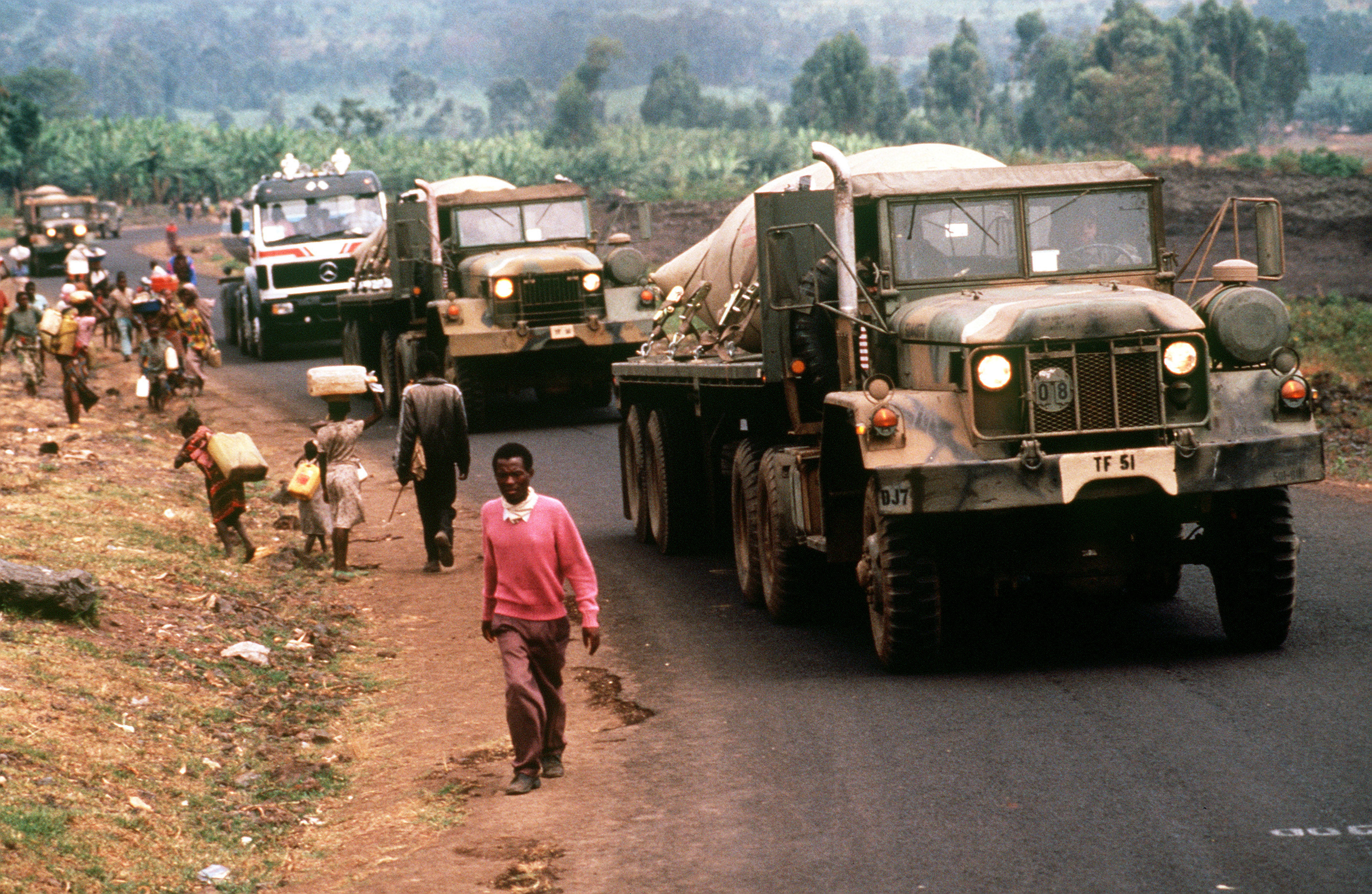
ザイールのキャンプに給水支援を行う多国籍軍

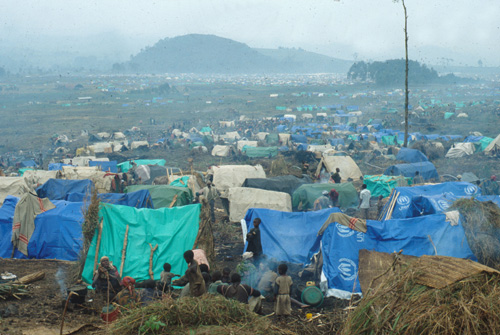
ザイールにおける難民キャンプの写真（1994年）

虐殺に「加担あるいは傍観」した約200万のフツが、殺害や家への放火といったツチによる報復を恐れてルワンダ国外へ脱出した。大部分がザイールで、一部がブルンジ、タンザニア、ウガンダで難民となったが、難民キャンプの劣悪な環境により、コレラや赤痢といった伝染病が蔓延して数千人が死亡した。アメリカは1994年の7月から9月にかけて、オペレーション・サポート・ホープとして難民キャンプの状況改善を目的とした食料や水、生活必需品の空輸による援助や、空港整備などを行ったほか、多国籍軍による支援活動も行われた。また、1994年に難民キャンプが結成されると、その後すぐに200以上のNGOが現地で活動を行い、1996年までの期間に10億ドル以上が難民支援に支出された。
このルワンダ難民キャンプ支援には、日本の自衛隊が国際平和協力法に基づいて自衛隊ルワンダ難民救援派遣として派遣された。1994年9月、2度にわたるルワンダ難民支援のための調査団の派遣と緒方貞子国連難民高等弁務官からの要請を受け、日本政府はルワンダ難民支援の実施計画と関連する法令を閣議決定し、翌月の10月2日から12月23日までザイール（現・コンゴ民主共和国）及びケニアで活動を行った。
なお、ザイールを含め各地の難民キャンプには旧ルワンダ政権の武装集団が紛れており、ルワンダ解放軍 (ALiR) を結成してルワンダ愛国戦線率いる現ルワンダ政府に対し攻撃を行ったため、ルワンダ政府はローラン・カビラ率いるコンゴ・ザイール解放民主勢力連合 (AFDL) と手を結び、傘下のザイール東部に暮らすツチ系民族のバニャムレンゲに軍事訓練・共同作戦を行った。1996年10月にローラン・カビラ率いるコンゴ・ザイール解放民主勢力連合が叛乱を起こして第一次コンゴ戦争が勃発すると、ザイールの南キヴ州と北キヴ州などにある難民キャンプは、ルワンダ軍、ブルンジ軍、およびコンゴ・ザイール解放民主勢力連合の兵士らによる攻撃の対象となった。その翌月の11月にルワンダ政府が難民の帰国を認めたため、同月中に40万人から70万人もの難民がルワンダへ帰国した。さらに1996年12月の終わりには、タンザニア政府の立ち退き活動により50万人を超える難民が帰国した。その後も旧ルワンダ政権側の流れを汲む過激派フツ系の後継組織が2009年5月22日までコンゴ民主共和国東部に存在していた。

### 政治的展開
ルワンダ愛国戦線は1994年7月に軍事的勝利を収めた後、ルワンダ虐殺以前にジュベナール・ハビャリマナ大統領が設立した連立政権と同様の連立政権体制を構築した。挙国一致内閣と呼ばれるこの内閣の基本的な行動規範は、憲法、アルーシャ協定、各政党の政治的宣言を基礎に置いていた。旧政権与党であった開発国民革命運動は非合法化された。また、新たな政党の結成は2003年まで禁止された。さらに政府は民族、人種、宗教に基づく差別を禁止し、出身民族を示すIDカードの廃止を行ったほか、女性の遺産相続権限の許可や女性議員の比率増加を目的としたクオータ制の導入といった女性の権利の拡大、国民の融和などを推進している。なお上記のクウォーター制導入により、ルワンダ政府は2010年3月時点で女性議員の割合が56%と世界で最も高いことが知られている。
1998年3月、アメリカのクリントン大統領はルワンダを訪問し、同国のキガリ国際空港の滑走路へ集まった群衆に対し「我々は今日、我々アメリカと世界各国が出来る限りのことをせず、また、発生した行為を抑えるための行動を充分に行わなかった事実も踏まえた上でここへ訪れました。」と述べ、さらに虐殺当時のルワンダに対し適切な対応を行わなかった点に関して自身の失敗を認め、現在では"クリントン大統領の謝罪" (Clinton's apology) として知られる謝罪を行った。もっとも、この謝罪はその後に発生した国際紛争や虐殺の抑制には何ら影響を与えなかったと言われるが、ルワンダ国内ではジェノサイドの企てに対する国際社会からの強い叱責と受け止められ、同国民に肯定的な驚きを与えた。
ルワンダは大規模な国際的援助を受け、政治改革を行った上で、外国人と地元投資者による投資の促進や、農業生産力の向上、国内民族の融和促進といった課題に取り組んでいる。2000年3月にパストゥール・ビジムングが大統領を辞職するとポール・カガメがルワンダ共和国大統領へ就任した。2001年3月にはルワンダ虐殺以後初となる秘密選挙形式の地方選挙が行われた。また、2003年8月には初の複数候補者による大統領選挙が、同年9月から10月にかけて上院・下院の議員選挙が行われ、結果として大統領選挙でカガメが当選し、議員選挙ではルワンダ愛国戦線が過半数を獲得した。その後、2008年9月にも下院議員選挙が行われ、ルワンダ愛国戦線が勝利を納めている。現在は、大規模な難民の帰還による人口の急増や、過激派フツ武装勢力によるゲリラ攻撃への対処、および近隣のコンゴ民主共和国で1996年から2003年にかけて行われた第一次コンゴ戦争および第二次コンゴ戦争とその後の余波への対処などに取り組んでいる。

### 経済的展開と社会的展開

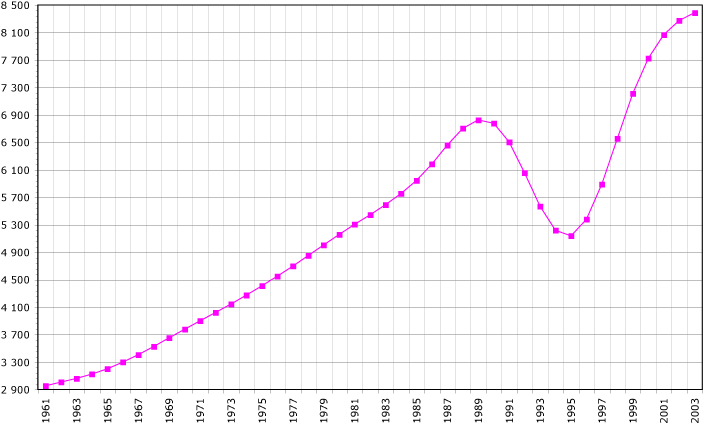
1961年から2003年にかけてのルワンダにおける人口動態（出典：国際連合食糧農業機関）

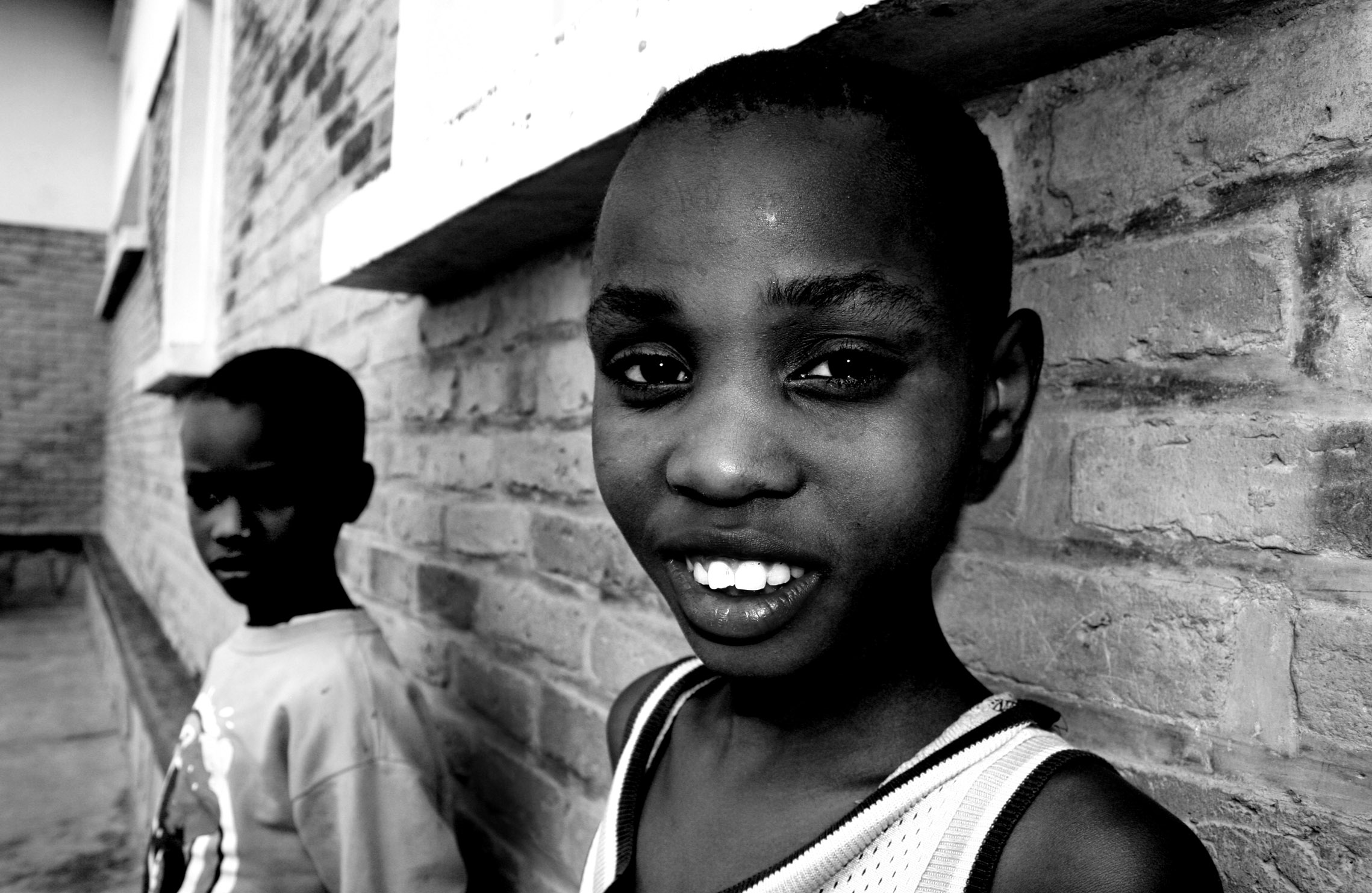
首都キガリに暮らす孤児。

ルワンダに樹立された新政権が直面した問題には、近隣諸国に暮らす200万人以上の難民の帰還、国内の北部地域や南西部地域で行われている旧ルワンダ政府軍やインテラハムウェなど民兵組織の戦闘員とルワンダ国防軍間の停戦、中長期的な開発計画の迅速な立案などがあった。ルワンダ虐殺下の犯罪行為により刑務所へ収容される人数の増大も将来的に差し迫った課題であり、1997年末の時点で収容者は12万5000人にまで達したことから、刑務所内の劣悪な環境や刑務所の運用コストが問題となった。
さらにルワンダ虐殺下における強姦被害者達は、社会的孤立（強姦に遭うことは社会的汚名とされるため、強姦された妻から夫が去ったり、強姦された娘は結婚の対象外とされたりした）や、望まぬ妊娠や出産（一部の女性は自身で堕胎を行った）、梅毒、淋病、HIV/AIDSといった性感染症への感染といった、長期に亘る甚大な被害を受けた。ルワンダ虐殺問題の特別報告官は、未成年の少女を含む25万から50万人の女性が強姦され、2000人から5000人が妊娠させられたと推定している（「ルワンダにおけるHIV/AIDS」も参照）。ルワンダは家父長制社会であり、子供の民族区分は父親から引き継がれることから、ルワンダ虐殺における強姦被害者の多くはツチの父親を持つ女性であった。ルワンダの再建にあたり大きな問題となっているのは、強姦や殺人、拷問を行った者と同じ村で、時には隣人として暮らすという事実である。個人個人が虐殺に関与したにせよしなかったにせよ、ジェノサイド直後のツチにとってフツを信頼することは非常に困難であった。
ルワンダのジェノサイドは、未成年のトラウマという形でも社会に甚大な影響を残すこととなった。ユニセフの調査によれば、ルワンダ虐殺当時、子供の6人中5人は流血沙汰を目撃したとされる。また、10代の若者約5000人が虐殺に関与した嫌疑で2001年まで拘留されていた。拘留による教育の欠如や、模範とすべき親世代との隔絶は、未成年に好ましくない影響を及ぼしたと考えられる。また、これらの未成年が家族の下に戻る際にはしばしば問題が生じる。家庭の経済的な問題やジェノサイドへ関与したことに対する恐怖から、多くの場合で少年らは家族から拒絶されるのである。
また、ジェノサイドにより負傷して身体障害者となった者も多数いるが、これら障害者に対する福祉政策は進んでいない。日系のNGOが障害者に対し無償で義足を作製する活動を行っている。

### ルワンダ国際戦犯法廷

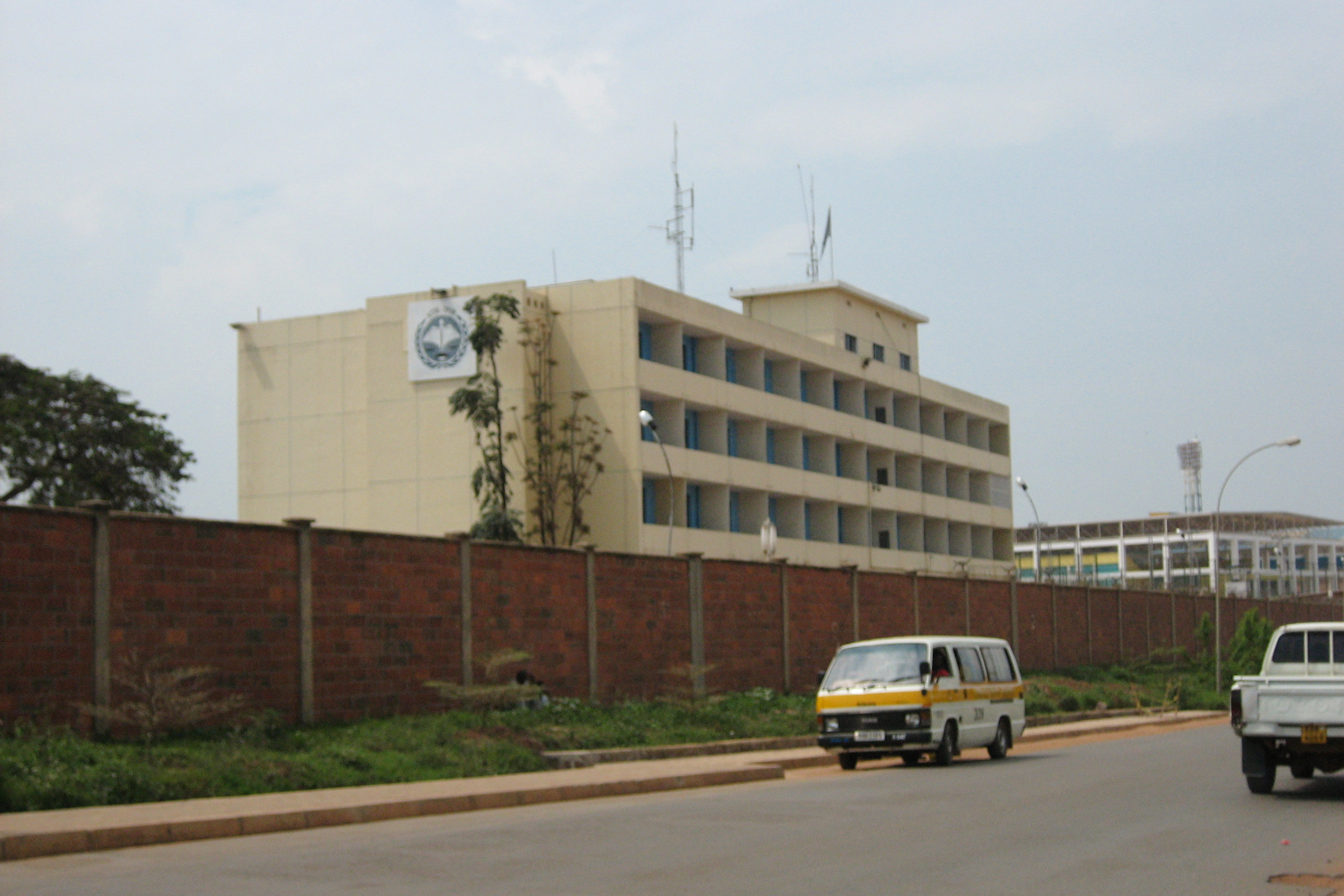
ルワンダ国際戦犯法廷の建物

1994年11月8日、国連安保理決議第955号によりジェノサイドの責任者とされる政府や軍の要人を裁くための国際法廷の設置が決定され、1995年2月22日の国連安保理決議第977号により法廷はタンザニアのアルーシャに設置されることが決定された。なお、ルワンダ新政府は国内で裁判を行おうと考えていたが、国連はこれを拒否して、代わりにユーゴスラヴィア国際戦犯法廷の下にルワンダの文字を付け加えた という背景から、ルワンダ新政府は国連で同法廷設置に反対している。その後、実際の運用が始まったのは1996年5月30日のことで、公立技術学校の虐殺などに関与したインテラハムウェ全国委員会第二副議長のジョルジュ・ルタガンダがジェノサイドおよび人道に対する罪により起訴されたのが第1号となった。同年8月7日にはルワンダ国内でも虐殺に関与した現地指導者や一般住民を裁くための法律が成立し、1990年1月1日から1994年12月31日までの行為が対象とすることが決定された。その後、コンゴ民主共和国からの大量の難民の帰還を受け、1996年12月からルワンダ虐殺の裁判を手探り状態で開始した。
さらに2001年には、政府は9万人を超える留置者へ対応するため、ガチャチャとして知られるルワンダの一般住民による司法制度を開始した。このガチャチャは、膨大な数の囚人数を減らすこと、民族の融和を国際社会に強調すること、4つの犯罪区分のうち最も重罪となる虐殺扇動者（カテゴリ 1）を除く犯罪者（カテゴリ 2, 3, 4）を大幅に減刑し、早期に釈放することで政権支持基盤を確保する目的があるという。ガチャチャについては、本来は窃盗などの事件を解決するための和解が目的であり、重罪を処理する制度ではないため、効果が疑問視されてもいる。
かつては国連とルワンダとの間で死刑の是非をめぐって緊張関係を招いたが、2007年にルワンダ政府が死刑廃止を決定したことでこの問題は大筋で解決した。しかしその一方で、虐殺生存者の多くは死刑の廃止に反対している。
アルーシャ法廷では開始から10年間で判決に至ったのはわずか20人に過ぎない。2003年には、2008年末までに一審を終わらせ、全裁判を2010年までに完了するため、ハッサン・ブバカール・ジャロウがルワンダ国際刑事裁判所の主席検察官として4年間の任命を受け、2007年には2010年まで任期が延長された。
2008年12月18日の木曜日、国防省官房長であったテオネスト・バゴソラが人道に対する罪で有罪となり、国連の裁判官であるエリック・モーセにより無期懲役の判決を受けた。同法廷はさらに、1994年4月7日に暗殺されたアガート・ウィリンジイマナ首相およびベルギーの平和維持部隊員10人の死は、バゴソラに責任があることを認定した。

### 追悼

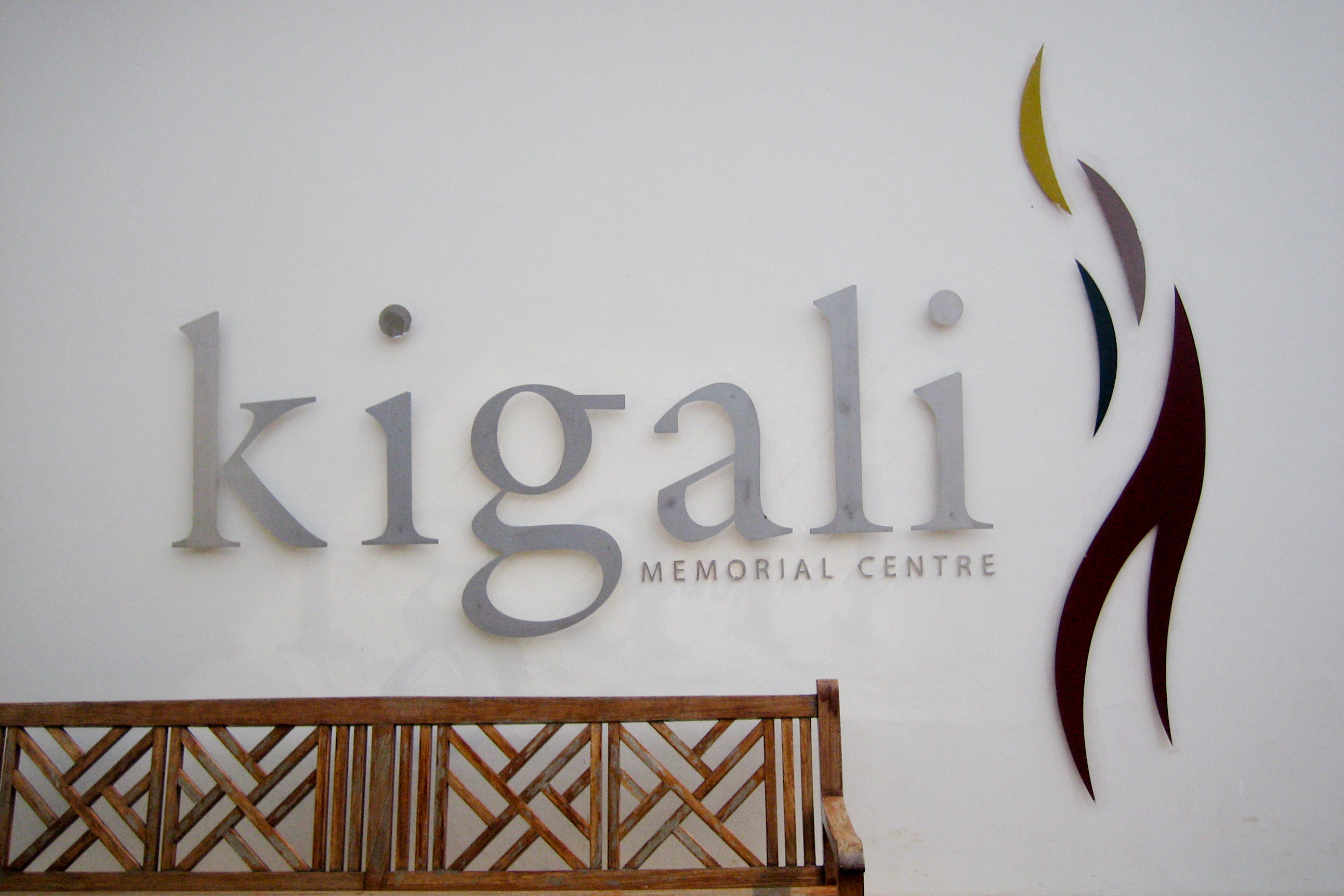
キガリ虐殺記念センター

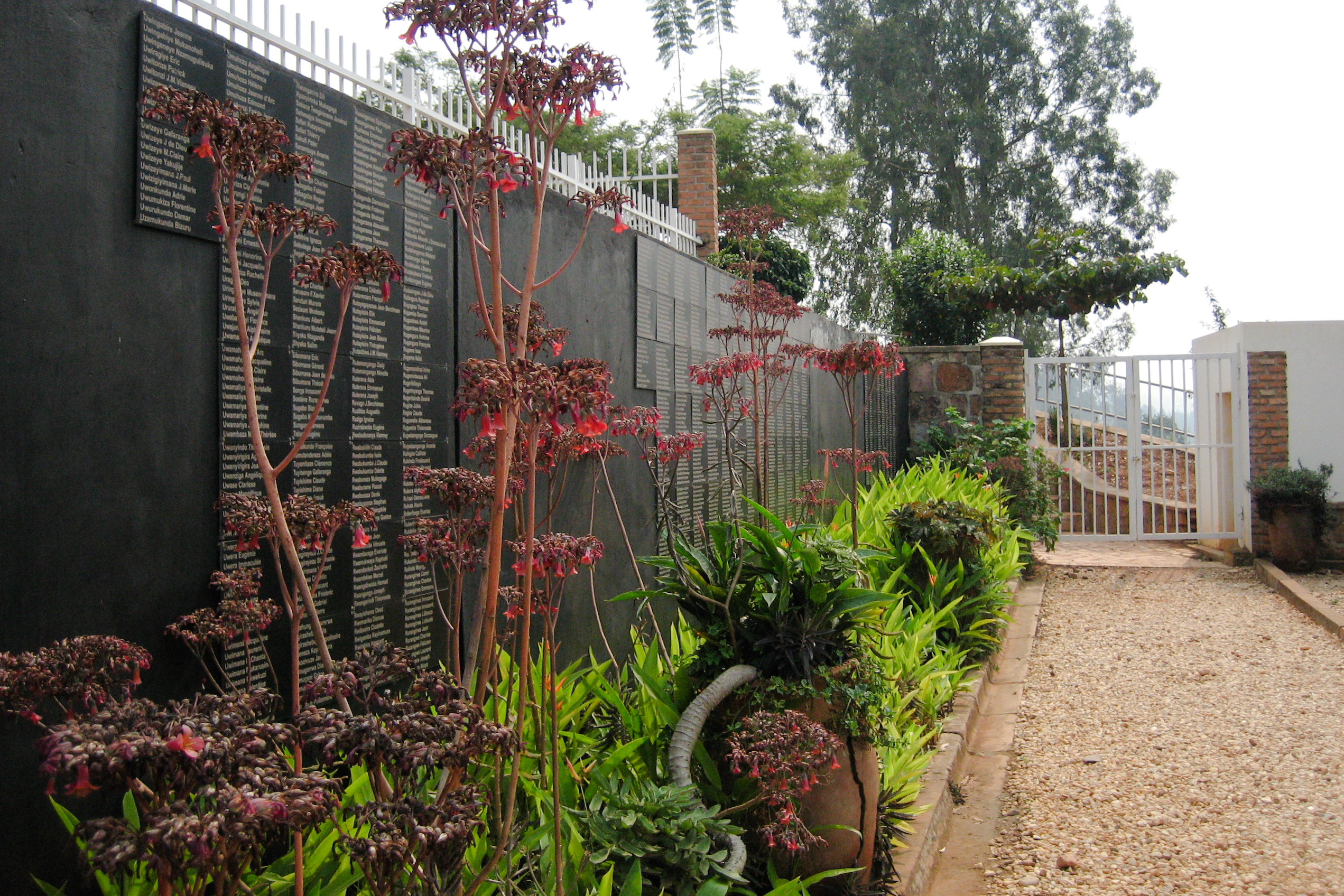
同センターの壁には犠牲者の名前が記されている。

ルワンダでは1995年以降、海外からの援助を受けて全国各地でジェノサイドの記念施設が設立された。ルワンダでは毎年、4月7日からの1週間はルワンダ虐殺の追悼の週として、全国各地の施設で式典や慰霊祭が行われ、喪に服し、記憶し、反省し、学び、二度と虐殺を繰り返さないための誓いが立てられる。追悼行事には、アフリカ諸国の首脳らが参加することもある。
2004年、この追悼記念施設の中心となるキガリ虐殺記念センターがルワンダの首都キガリで開館した。このセンターは約25万人が滞在可能な宿泊所を備える大規模な施設である。一部の施設は2005年時点でも建設中であった。ルワンダには現在、7箇所の中央記念施設と約200箇所の地域の記念施設が存在している。これらの記念施設は、ルワンダ虐殺の期間に多数の人々が虐殺された場所に設置されている。

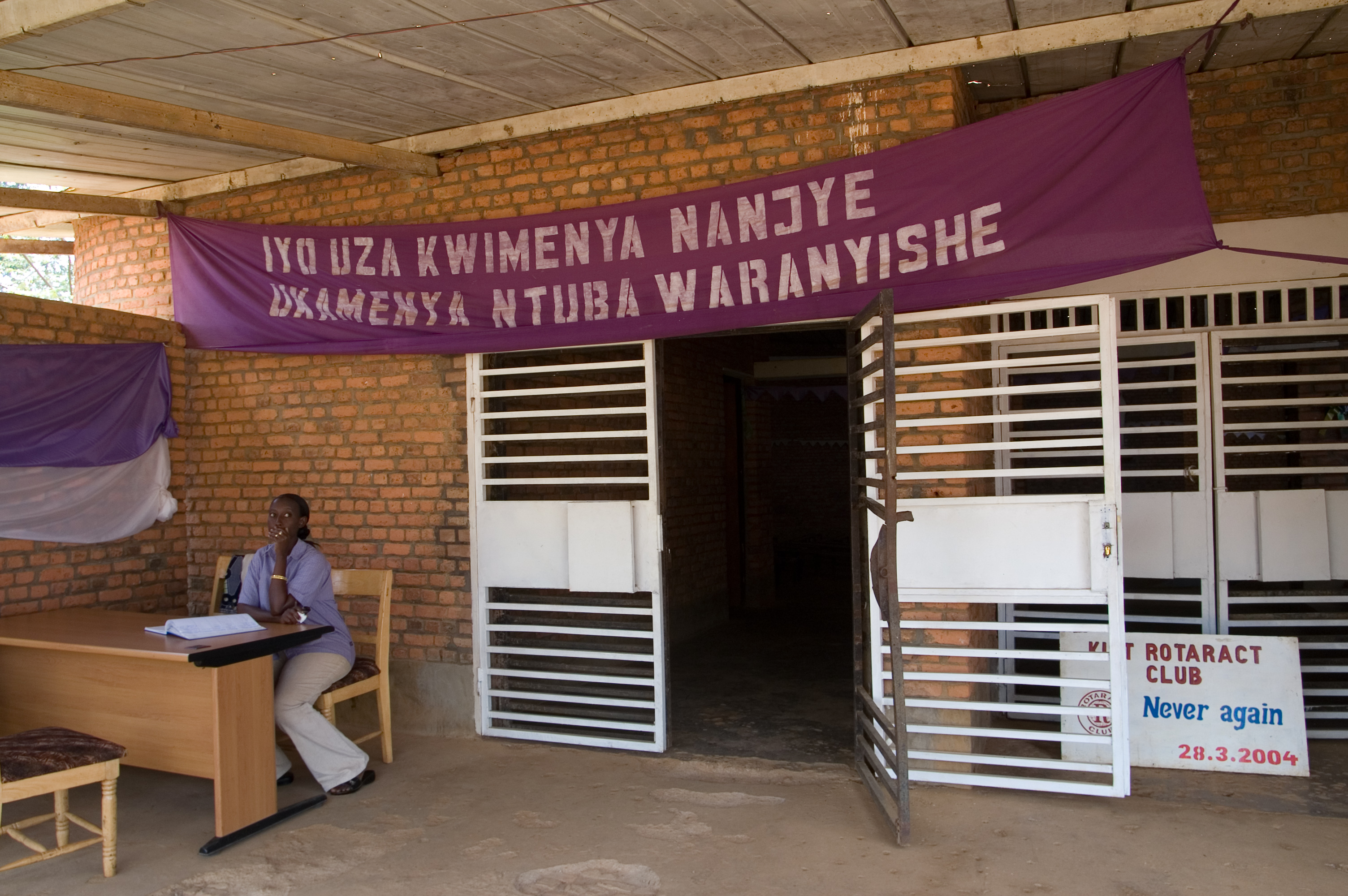
ニャマタ虐殺記念館入り口

これらの記念施設は、その政治的な目的性や様々な矛盾から非難を受けている。多くの記念施設では、ジェノサイドを否定したり平凡化したりすることを防止するために、数百人分の遺体や遺骨が展示されており、これらが大規模な暴力行為が行われたという具体的な証拠となっている。しかし、虐殺犠牲者の遺体を公開する行為は特に国内外からの非難を呼んでいるほか、この展示行為は"遺体は可能な限り迅速かつ目立たないように埋葬を行うべき"とするルワンダの伝統的な方針に反している、記念施設に埋葬されるのが専らツチのみでフツが排斥され差別されているなどの問題が存在している。フツもルワンダ内戦や難民化などにより多くの被害を受けたにもかかわらずほとんど省みられることがない点に関して、多くのフツが怒りを感じている。さらに、現在のルワンダ政府は、ルワンダ虐殺の記念館を開発協力資金の勧誘の手段として利用しているとの指摘もあるが、その一方で国際援助機関が虐殺記念館の設立や維持に援助を行うことで、1994年4月から7月までの消極的な姿勢をとったことに関して国際社会が感じるやましさを埋め合わせているという面も存在している。

### 集団墓地の発掘作業
虐殺が行われて30年経過した2024年時点においても、集団墓地の追跡および発掘作業が続けられている。

### メディアと大衆文化

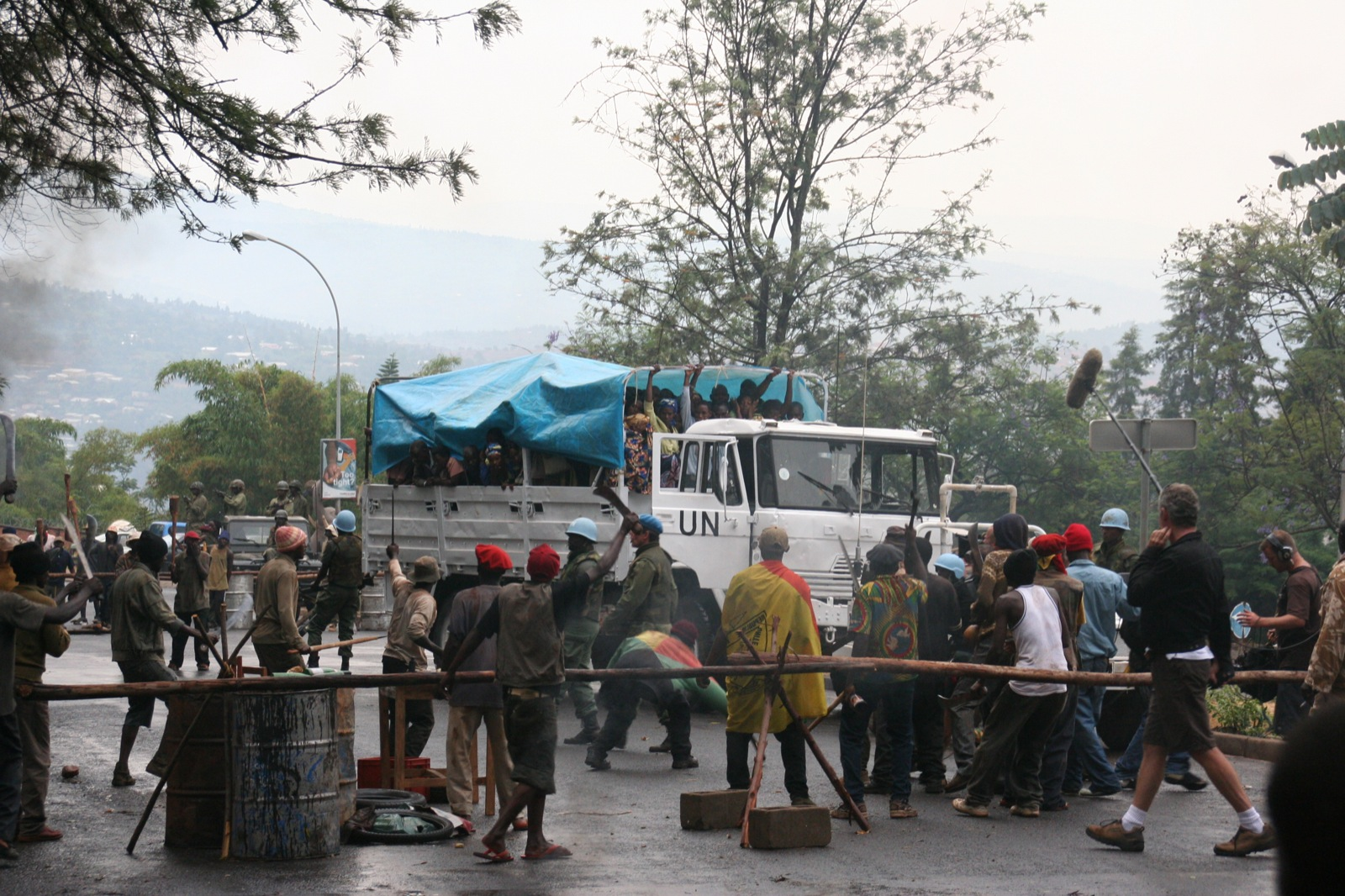
2007年の映画"Shake Hands with the Devil"の撮影風景

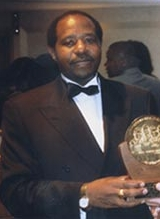
自身の勤務するホテルに避難民を匿って命を救ったポール・ルセサバギナ

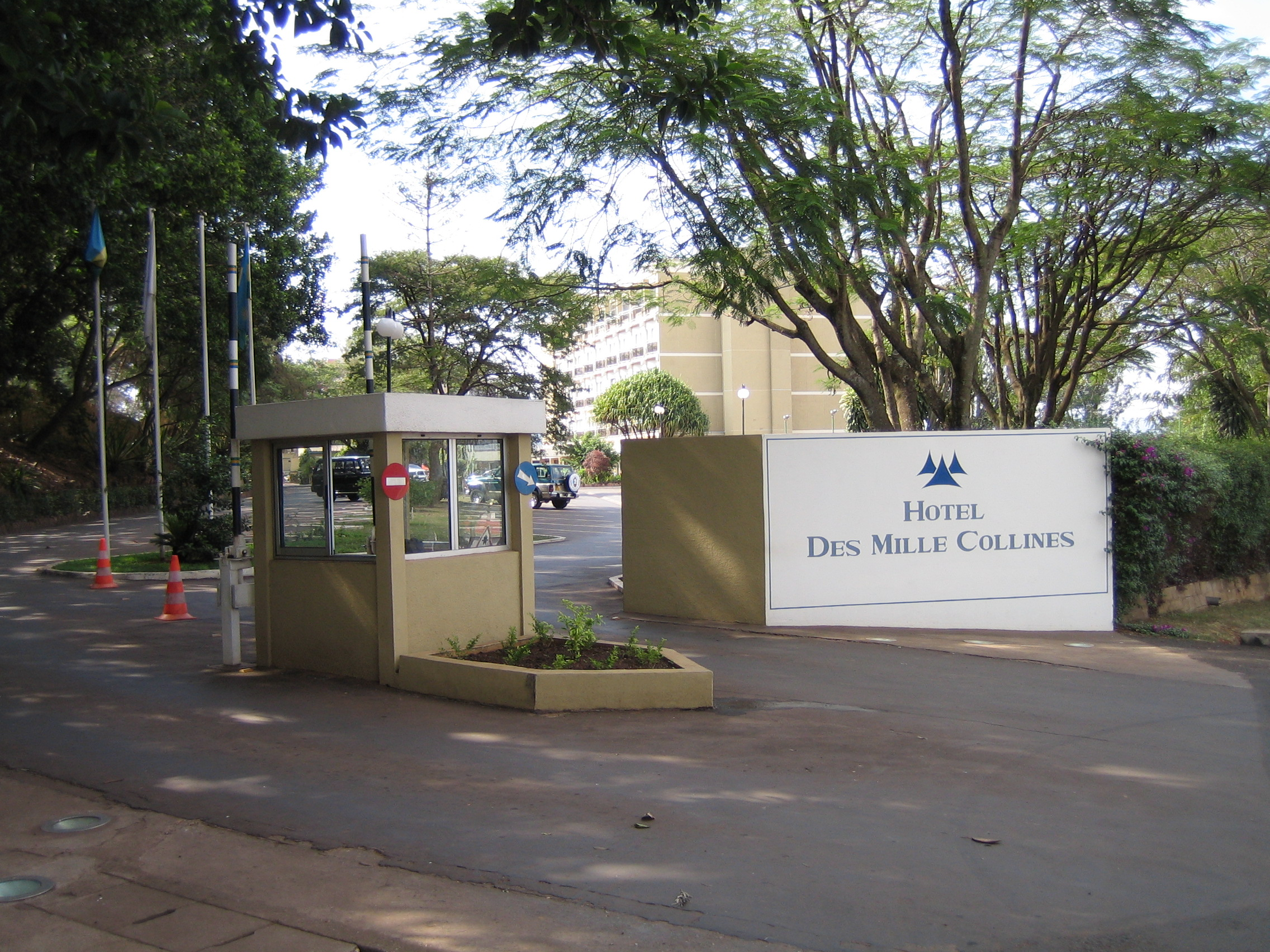
オテル・デ・ミル・コリンの正面口

ルワンダの専門家であり、1994年のルワンダ虐殺をジェノサイドとして最も早くに断言したアリソン・デフォルジュは、1999年にルワンダ虐殺の報告書として『Leave None to Tell the Story: Genocide in Rwanda』を出版した。同報告書の内容はヒューマン・ライツ・ウォッチのウェブサイト  にて閲覧可能である。また、国際連合ルワンダ支援団司令官であり、最も著名なジェノサイドの目撃者となったロメオ・ダレールは、2003年に『Shake Hands with the Devil: The Failure of Humanity in Rwanda』を共著で発行し、その中で自身の体験したうつ病やPTSDについて記述した。この"Shake Hands with the Devil"は2007年に映画化された。さらに、国境なき医師団代表者の1人でありルワンダ虐殺を体験したジェームズ・オルビンスキーは"An Imperfect Offering: Humanitarian Action in the Twenty-first Century"を執筆した。
映画評論家から絶賛を受け、2004年度のアカデミー賞やゴールデングローブ賞にノミネートされた『ホテル・ルワンダ』は、キガリのホテルオテル・デ・ミル・コリンの副総支配人であったポール・ルセサバギナが、千人以上の避難民をホテルに匿い命を救ったという体験に基づいた物語であり、この作品はアメリカン・フィルム・インスティチュートによる感動の映画ベスト100の第90位にランクインした。2006年にはルセサバギナの自伝となるAn Ordinary Man（邦題『ホテル・ルワンダの男』）が発行された。2006年には、ジェノサイドの生き残りであるイマキュレー・イリバギザが、自身の体験をまとめた手記、Left to Tell: Discovering God Amidst the Rwandan Holocaust （邦題『生かされて。』）を刊行した。この本では、イリバギザが民族差別の空気を感じながらも平穏な日々を暮らし、一般市民家庭にジェノサイドが迫る様子を克明に綴っている。イリバギザ自身はキリスト教牧師の家の狭く湿ったトイレに他の7人の女性とともに隠れ、91日間に亘る虐殺の日々を奇跡的に生き抜き、家族の最後を辿る様までが描かれている。
アリソン・デフォルジュはルワンダ虐殺から11年目となる2005年、ルワンダに関して扱った2本の映画に関して「50万人を超えるツチが命を奪われた恐怖への理解を大きく進めた」と述べた。2007年にメディア・フォーラム「ポリス」のディレクターとして知られるチャーリー・ベケット (Charlie Beckett) は、「どれだけの人が映画"ホテル・ルワンダ"を見たのだろうか? 皮肉にも、今や大多数の人々はこの映画によってルワンダに触れるのである」と評した。
パンク・ロックのバンドランシドが2000年に発表したアルバム（en:Rancid (2000 album)）収録曲Rwanda は、ルワンダ虐殺を題材としている。

## 修正主義への批判
1994年のルワンダ大虐殺における事実関係については、歴史学的論争の争点となっているが、否定的見解を示す論者はしばしば否認主義として非難される。フツに対するカウンター・ジェノサイド (counter-genocide) に従事したツチを非難する内容を持つ"ダブル・ジェノサイド" (double genocides) 論 は、2005年にフランス人ジャーナリストのピエール・ペアンにより出版されたBlack Furies, White Liars内で提唱され議論を呼んだ。これに対し、ペアンの書籍内で"親ツチ派圧力団体"の活発な会員として描かれたジャン＝ピエール・クレティエンは、"驚くべき歴史修正主義者の情熱"としてペアンを批判している。
ルワンダ虐殺に関する修正主義者として非難された人物としては、カナダ人ジャーナリストのロビン・フィルポットが知られている。フィルポットはルワンダ虐殺に関する権威として知られるジェラルド・キャプランにより、2007年に『グローブ・アンド・メール』紙の記事で「1994年に多数の人々が両陣営によって殺害されたことを以て、ジェノサイドを実行した者とその対象となったものが道徳的に等しい」と評された。キャプランはさらに「旧ルワンダ軍と過激派フツ民兵による、100万人の無防備なツチに対する一方的な謀略ではなかった」とするフィルポットの主張を非難し、「フィルポット氏は、主張が証拠と完全に矛盾していることが明らかになって以降、真実を否定する揺るぎない決意により、もっぱら噂や推測から構成される支離滅裂で奇妙な主張を量産している」と述べている。しかし、1961年から2003年にかけてのルワンダにおける人口動態のグラフが虐殺者および亡命者総数と矛盾することから、ルワンダ虐殺の犠牲者総数を疑問視する者もいる。国際連合食糧農業機関のルワンダ人口動態グラフでは600万5000人から592万8000人に 減っており、グラフ上で算出された犠牲者数は7万7000人である。これはヴィクトリア湖の湖岸へ数万体の遺体が流れ着いた証言と一致する。詳細はルワンダ虐殺否認主義を参照。
日本放送協会（NHK）は当初の100万人以上とされた数値から修正された80万人虐殺説を採用している。

## 世界遺産
ニャマタ虐殺記念館、ムランビ虐殺記念館、キガリ虐殺記念館一帯のギソジ地域とビセセロ虐殺記念館の4か所は2023年に「虐殺の記憶の場所：ニャマタ、ムランビ、ギソジとビセセロ」としてユネスコの世界遺産に登録された。

### 世界遺産の登録基準
この世界遺産は世界遺産登録基準のうち、以下の条件を満たし、登録された（以下の基準は世界遺産センター公表の登録基準からの翻訳、引用である）。
- (6) 顕著で普遍的な意義を有する出来事、現存する伝統、思想、信仰または芸術的、文学的作品と直接にまたは明白に関連するもの（この基準は他の基準と組み合わせて用いるのが望ましいと世界遺産委員会は考えている）。

## ルワンダ虐殺を扱った映画作品
ルワンダ虐殺の関連映画を参照のこと。
- ホテル・ルワンダ
- ルワンダの涙
- ルワンダ虐殺の100日（英語版）
- 愛の叫び 〜運命の100日〜（英語版）
- ルワンダ 流血の4月（英語版）

### ドキュメンタリー
- 記憶の守人たち (Keepers of Memory）
- 元PKO部隊司令官が語るルワンダ虐殺 (Shake Hands With the Devil:The Journey of Roméo Dallaire) - ロメオ・ダレールの体験をもとにしたドキュメンタリー。サンダンス映画祭国際ドキュメンタリー部門観客賞。
- BS世界のドキュメンタリー<シリーズ飽くなき真実の追求> ルワンダ 仕組まれた大虐殺 ～フランスは知っていた～ - ウェイバックマシン（2013年5月23日アーカイブ分）
  - 原題：Earth Made of Glass、制作：Clover & a Bee Films （アメリカ 2010年）
  - 真相が謎に包まれてきたルワンダ大虐殺が、ツチ人とフツ人の民族対立により突発的に起きたものではなく、当時の政府により用意周到に準備され、フランスが武器供与や軍隊派遣などで便宜を図り、計画を後押ししていたとを公にして告発する内容。